# Marmande
Pour les articles homonymes, voir Marmande.
Marmande est une commune du Sud-Ouest de la France, sous-préfecture et chef-lieu de canton du département de Lot-et-Garonne, en région Nouvelle-Aquitaine. La ville est traversée par la Garonne.

## Géographie

Représentations cartographiques de la commune
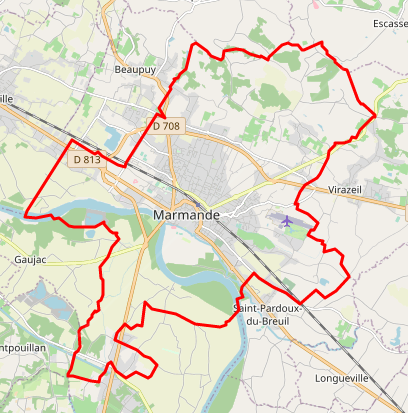
Carte OpenStreetMap.
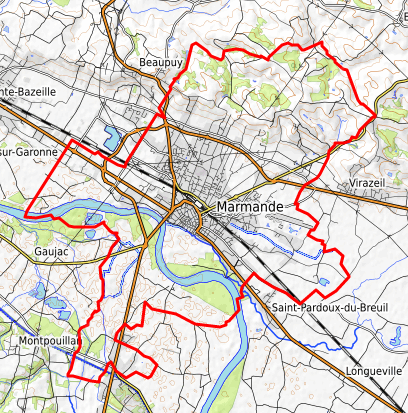
Carte topographique.

### Localisation
Marmande est une commune de la moyenne Garonne, située entre Agen et Bordeaux, en Lot-et-Garonne ; la ville proprement dite se trouve sur la rive droite du fleuve.

### Communes limitrophes
Les communes limitrophes sont Mauvezin-sur-Gupie, Fourques-sur-Garonne, Gaujac, Beaupuy, Escassefort, Montpouillan, Sainte-Bazeille, Saint-Pardoux-du-Breuil et Virazeil.
| Beaupuy              | Mauvezin-sur-Gupie   | Escassefort             |
| Sainte-Bazeille      | Marmande             | Virazeil                |
| Gaujac, Montpouillan | Fourques-sur-Garonne | Saint-Pardoux-du-Breuil |

L'orientation et la localisation de Marmande par rapport à quelques grandes villes françaises sont données dans le tableau suivant :
| Ville       | Distance | (Orientation) |
| ----------- | -------- | ------------- |
| Agen        | 64 km    | (E)           |
| Toulouse    | 142 km   | (SE)          |
| Bordeaux    | 71 km    | (NO)          |
| Périgueux   | 107 km   | (N)           |
| Montpellier | 312 km   | (SE)          |
| Marseille   | 438 km   | (SE)          |
| Nantes      | 331 km   | (N)           |
| Lyon        | 392 km   | (NE)          |
| Nice        | 573 km   | (E)           |
| Paris       | 512 km   | (N - NE)      |

### Climat
Pour des articles plus généraux, voir Climat de la Nouvelle-Aquitaine et Climat de Lot-et-Garonne.
Historiquement, la commune est exposée à un climat océanique aquitain.
En 2020, Météo-France publie une typologie des climats de la France métropolitaine dans laquelle la commune est exposée à un climat océanique et est dans la région climatique Aquitaine, Gascogne, caractérisée par une pluviométrie abondante au printemps, modérée en automne, un faible ensoleillement au printemps, un été chaud (19,5 °C), des vents faibles, des brouillards fréquents en automne et en hiver et des orages fréquents en été (15 à 20 jours).
Pour la période 1971-2000, la température annuelle moyenne est de 12,7 °C, avec une amplitude thermique annuelle de 14,9 °C. Le cumul annuel moyen de précipitations est de 830 mm, avec 11,6 jours de précipitations en janvier et 6,8 jours en juillet. Pour la période 1991-2020, la température moyenne annuelle observée sur la station météorologique la plus proche, située sur la commune de Verteuil-d'Agenais à 21 km à vol d'oiseau, est de 13,8 °C et le cumul annuel moyen de précipitations est de 821,3 mm,. Pour l'avenir, les paramètres climatiques de la commune estimés pour 2050 selon différents scénarios d’émission de gaz à effet de serre sont consultables sur un site dédié publié par Météo-France en novembre 2022.

## Urbanisme

### Typologie
Au 1er janvier 2024, Marmande est catégorisée centre urbain intermédiaire, selon la nouvelle grille communale de densité à sept niveaux définie par l'Insee en 2022.
Elle appartient à l'unité urbaine de Marmande, une agglomération inter-départementale regroupant dix  communes, dont elle est ville-centre,,. Par ailleurs la commune fait partie de l'aire d'attraction de Marmande, dont elle est la commune-centre,. Cette aire, qui regroupe 48 communes, est catégorisée dans les aires de 50 000 à moins de 200 000 habitants,.

### Occupation des sols

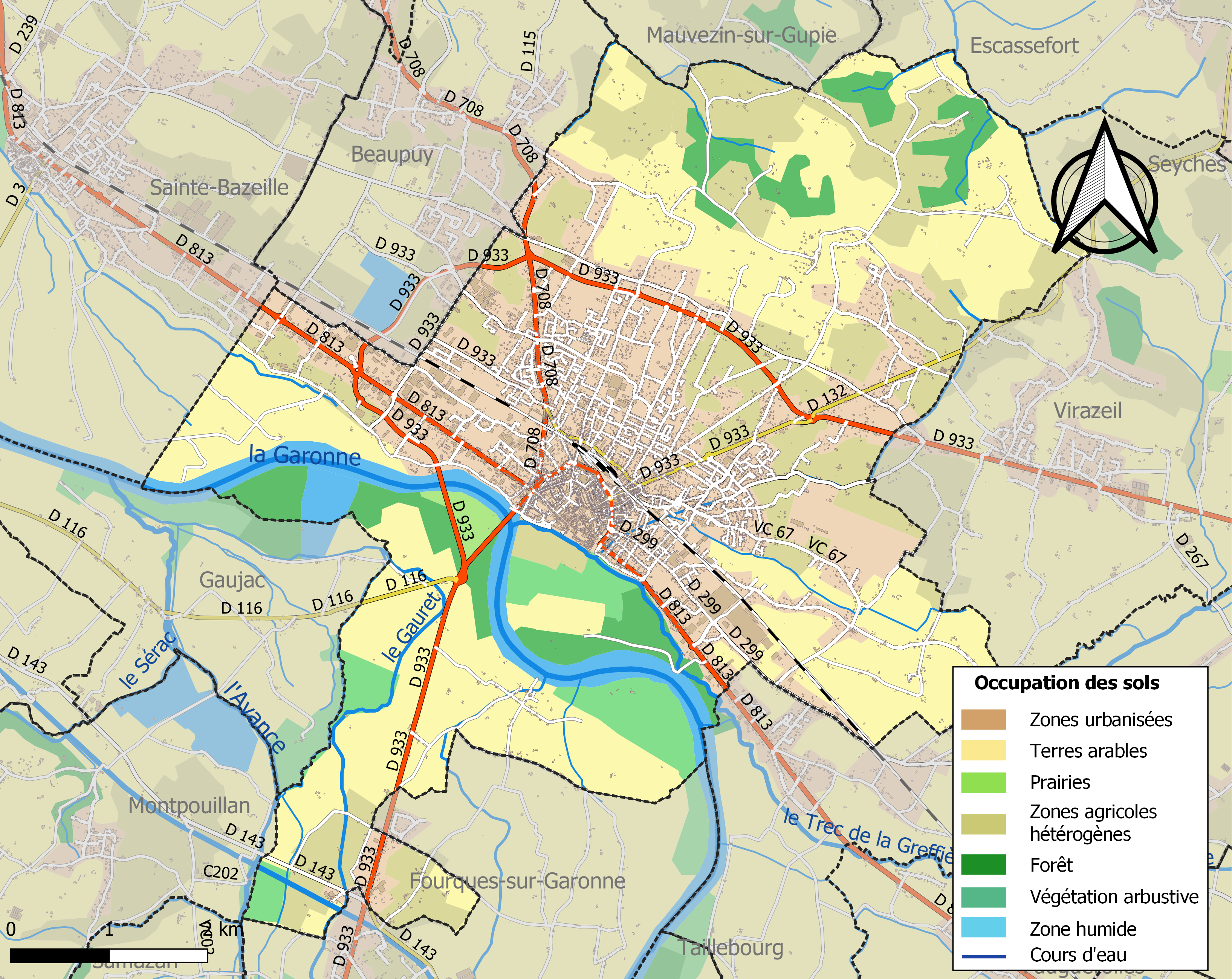
Carte des infrastructures et de l'occupation des sols de la commune en 2018 (CLC).

L'occupation des sols de la commune, telle qu'elle ressort de la base de données européenne d’occupation biophysique des sols Corine Land Cover (CLC), est marquée par l'importance des territoires agricoles (55,5 % en 2018), en diminution par rapport à 1990 (61,2 %). La répartition détaillée en 2018 est la suivante : 
terres arables (28,4 %), zones urbanisées (22,6 %), zones agricoles hétérogènes (19,4 %), cultures permanentes (7,2 %), forêts (6,4 %), zones industrielles ou commerciales et réseaux de communication (5,6 %), eaux continentales (4,3 %), milieux à végétation arbustive et/ou herbacée (3,8 %), espaces verts artificialisés, non agricoles (1,8 %), prairies (0,6 %). L'évolution de l’occupation des sols de la commune et de ses infrastructures peut être observée sur les différentes représentations cartographiques du territoire : la carte de Cassini (XVIIIe siècle), la carte d'état-major (1820-1866) et les cartes ou photos aériennes de l'IGN pour la période actuelle (1950 à aujourd'hui).

### Voies de communication et transports

#### Transports routiers
- D 933 La route départementale 933, axe reliant Marmande à Bergerac vers le Nord et Castejaloux et Mont de Marsan vers le sud.
- D 708 La route départementale 708, axe reliant Marmande à Duras et Ste Foy la Grande vers le nord-ouest.
- D 813 La route départementale 813, axe reliant Marmande à Tonneins puis Agen vers l'est, et à La Réole puis Langon vers l'ouest.
- A62 L'autoroute A62, sortie no 5, reliant Marmande à Toulouse vers l'est et Bordeaux vers l'ouest.

#### Transports ferroviaires

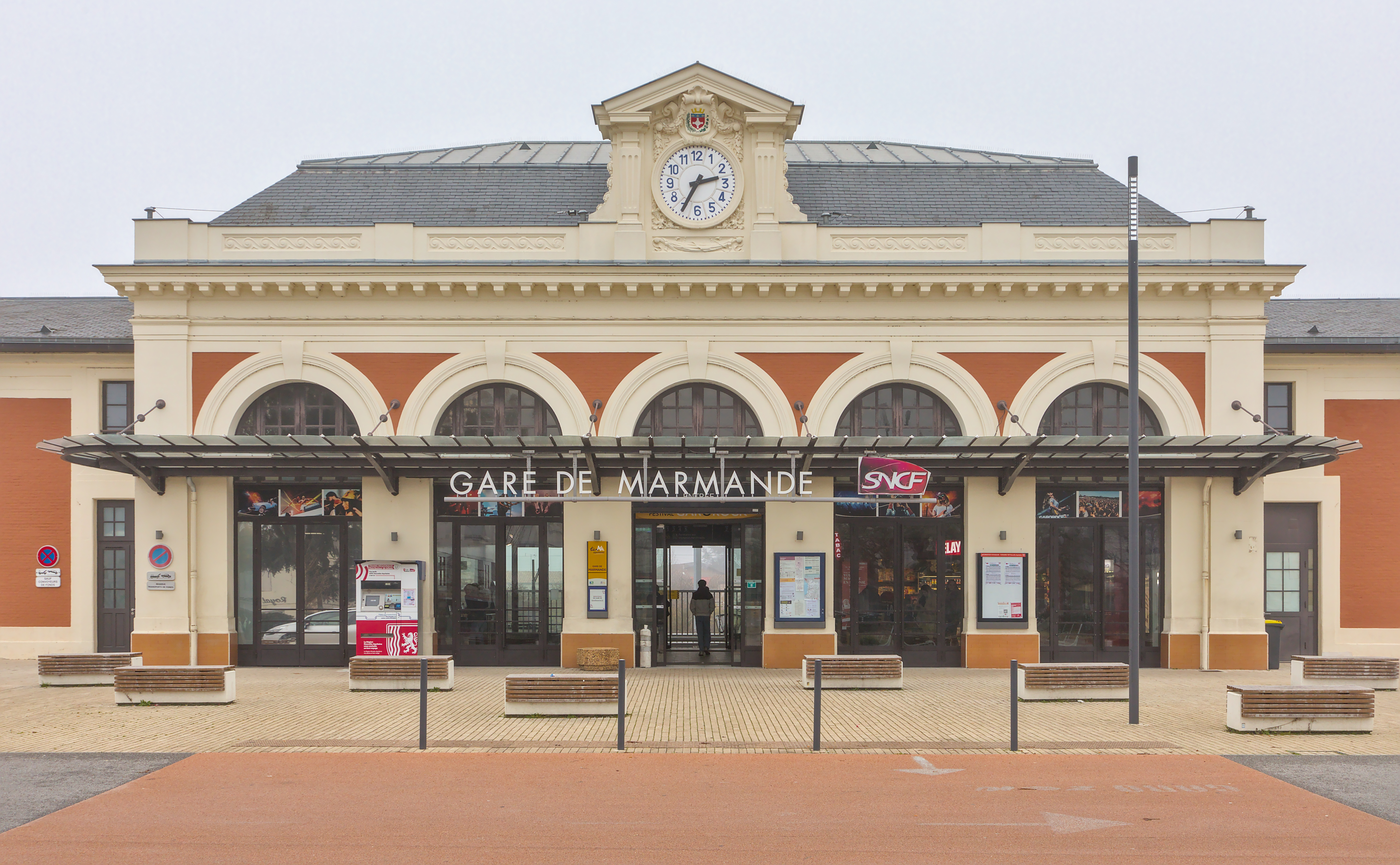
La gare de Marmande.

Accès par la SNCF en gare de Marmande.

#### Transports aériens
Aérodrome de Marmande - Virazeil.

#### Transports urbains
La commune de Marmande possède un réseau de transport urbain « Evalys » exploité par Keolis.

### Risques majeurs
Le territoire de la commune de Marmande est vulnérable à différents aléas naturels : météorologiques (tempête, orage, neige, grand froid, canicule ou sécheresse), inondations, mouvements de terrains et séisme (sismicité très faible). Il est également exposé à deux risques technologiques, le transport de matières dangereuses et la rupture d'un barrage. Un site publié par le BRGM permet d'évaluer simplement et rapidement les risques d'un bien localisé soit par son adresse soit par le numéro de sa parcelle.

#### Risques naturels
La commune fait partie du territoire à risques importants d'inondation (TRI) de Tonneins et Marmande, regroupant 19 communes concernées par un risque de débordement de la Garonne, un des 18 TRI qui ont été arrêtés fin 2012 sur le bassin Adour-Garonne. Les événements antérieurs à 2014 les plus significatifs sont les crues de 1770, 1875, 1930 et 1952. Des cartes des surfaces inondables ont été établies pour trois scénarios : fréquent (crue de temps de retour de 10 ans à 30 ans), moyen (temps de retour de 100 ans à 300 ans) et extrême (temps de retour de l'ordre de 1 000 ans, qui met en défaut tout système de protection). La commune a été reconnue en état de catastrophe naturelle au titre des dommages causés par les inondations et coulées de boue survenues en 1982, 1983, 1990, 1994, 1999, 2009, 2019 et 2021,.
Les mouvements de terrains susceptibles de se produire sur la commune sont des glissements de terrain et des tassements différentiels.

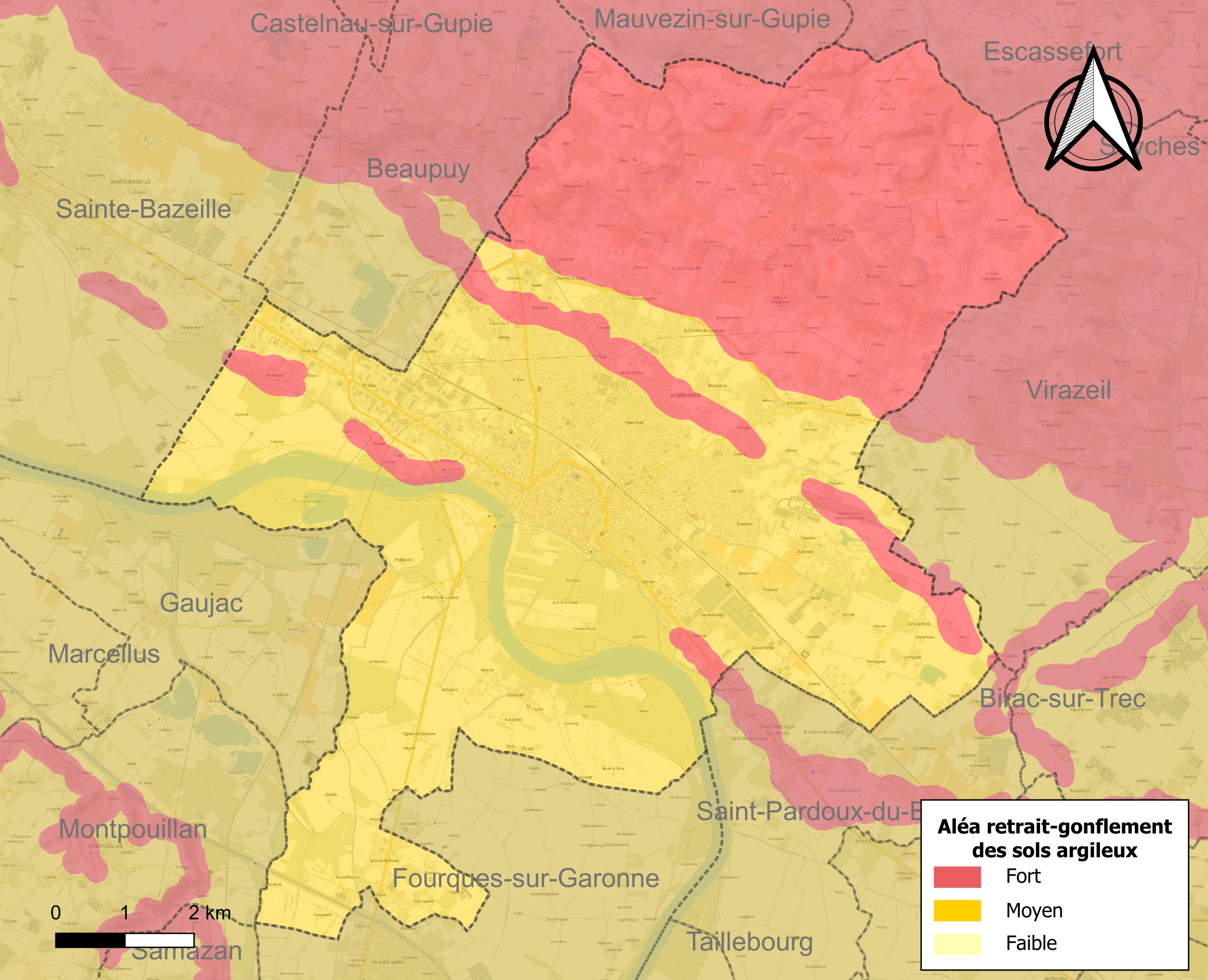
Carte des zones d'aléa retrait-gonflement des sols argileux de Marmande.

Le retrait-gonflement des sols argileux est susceptible d'engendrer des dommages importants aux bâtiments en cas d’alternance de périodes de sécheresse et de pluie. La totalité de la commune est en aléa moyen ou fort (91,8 % au niveau départemental et 48,5 % au niveau national). Depuis le 1er octobre 2020, en application de la loi ELAN, différentes contraintes s'imposent aux vendeurs, maîtres d'ouvrages ou constructeurs de biens situés dans une zone classée en aléa moyen ou fort,.
Concernant les mouvements de terrains, la commune a été reconnue en état de catastrophe naturelle au titre des dommages causés par la sécheresse en 1989, 1996, 2002, 2003, 2005, 2009, 2011 et 2017 et par des mouvements de terrain en 1999.

#### Risque technologique
La commune est en outre située en aval des barrages de Grandval dans le Cantal et de Sarrans en Aveyron, des ouvrages de classe A. À ce titre elle est susceptible d’être touchée par l’onde de submersion consécutive à la rupture de cet ouvrage.

## Toponymie
Marmande (prononcé [maʁ.ˈmãn.d̪ə] localement et [maʁ.ˈmɑ̃d̪] en français) est mentionnée en 1242 sous la forme Myremande, puis Mirmanda en 1254 ou Marmanda en 1254, Mermande en 1467.
Il peut s'agir d'un ancien mirmande signifiant « ville, maison fortifiée » que l'on retrouverait par ailleurs dans la toponymie du Sud de la France, comme Mirmande (Drôme, Mirmanda XIIe siècle) et Marmande (Vienne, Vellèches, Mirmanda en 1061), etc. qui, comme lui, peuvent aussi avoir le sens de « tour de commande ». Ce peut être aussi le nom de personne germanique Mirmanda pris absolument.
Le mot mirande (et le toponyme Mirande, Gers)  serait issu par dissimilation du [m] de l'ancien terme mirmande. Cependant, le toponyme Mirande peut être également une transposition en 1281 du nom de lieu espagnol Miranda.
Le nom occitan de la commune s'écrit Marmanda en graphie occitane classique.

## Histoire
Ancien castrum romain, Marmande entre dans l'histoire en 1182 avec la charte qui lui fut accordée par Richard Cœur de Lion, fils d'Aliénor d'Aquitaine.
Lorsque le prince Louis, fils de Philippe Auguste, prend part à la croisade contre les Albigeois (1219), son armée rejoint celle du légat pontifical Arnaud Amaury devant Marmande. La ville est prise et, après un conseil au cours duquel les vainqueurs décident du sort de ses habitants, les villageois — hommes, femmes, vieillards ou enfants — sont passés au fil de l'épée.
Entre 1430 et 1450 une chasse aux sorcières est menée à Marmande,.
En avril 1462, le roi Louis XI confirma leurs droits par les lettres patentes, afin que la ville accroisse.
En septembre 1561, le couvent des Cordeliers est incendié par les protestants.
En 1577, durant la sixième guerre de Religion, la ville est assiégée, sans succès, par les Huguenots.
Quelques documents photographiques sur des évènements entre les deux guerres
Les crues de la Garonne
Contrairement à Agen et à d’autres villes en amont, les villes du Marmandais sont à l’abri des inondations car elles occupent la terrasse non inondable qui domine le fleuve. En revanche, la plaine est affectée par des inondations qui menacent les villages et les fermes qui s’y localisent. Des mattes, digues de terre, canalisent les crues et protègent plus ou moins bien les zones habitées. De la fin de la Première Guerre mondiale jusqu’au début de la seconde, de nombreuses crues ont affecté le Marmandais. Il est vrai que cette zone est concernée par des volumes d’eau considérables en raison de l’addition des apports de la Garonne et de ses affluents, dont le Lot émissaire important de la rive droite qui débouche dans la Garonne un peu en amont de Marmande.
Dans la succession des inondations au rythme de la pluviosité inégale selon les hivers, la crue de 1930 apparaît comme la plus mémorable. Non en raison des hauteurs d’eau atteintes dans le Marmandais, mais parce que la violence du courant a fait céder les digues, élargissant considérablement l’onde de crue, laquelle provoqua des dégâts considérables, notamment à Couthures-sur-Garonne.

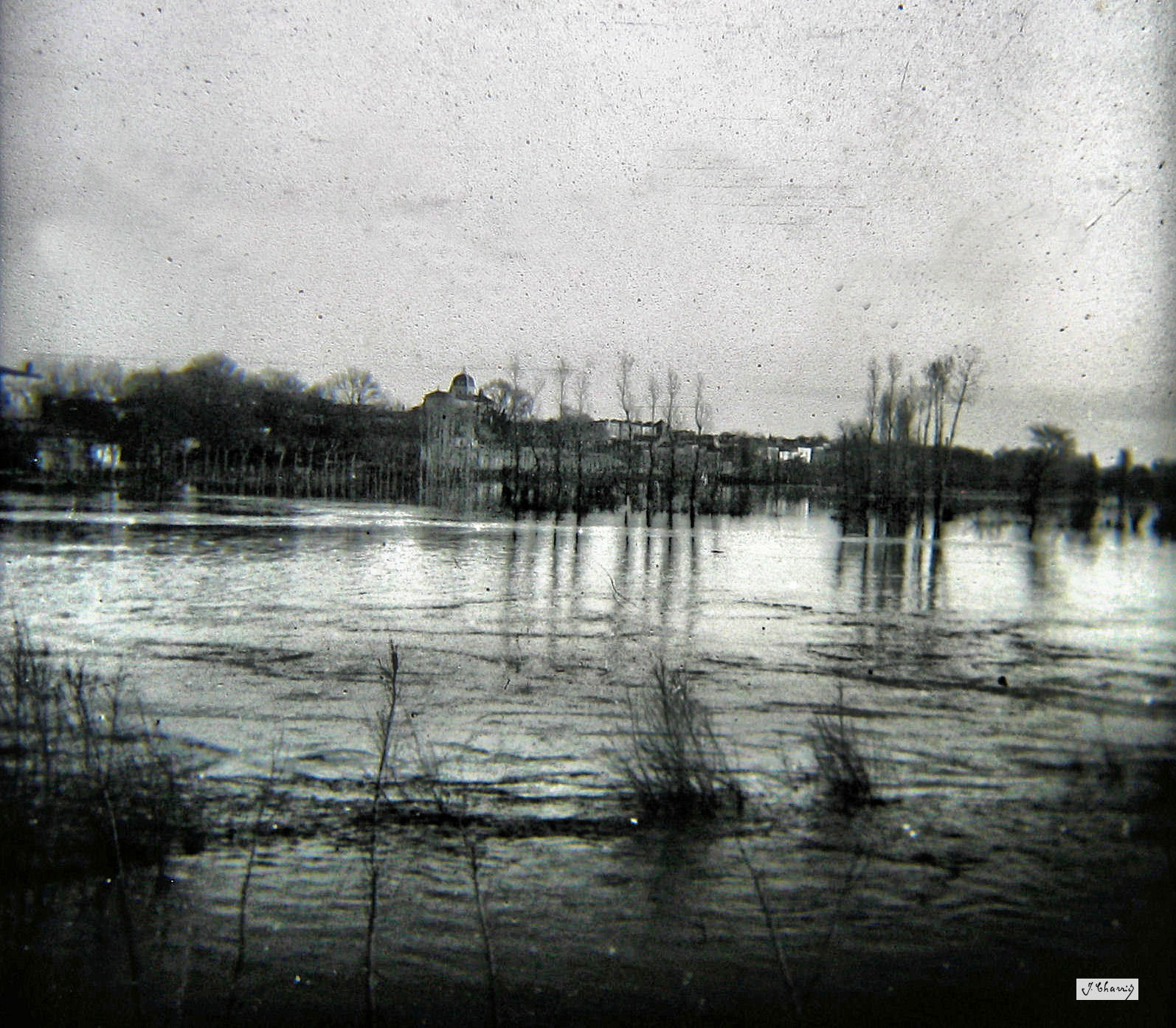
Crue de la Garonne en 1919 (hauteur 7,08 m).
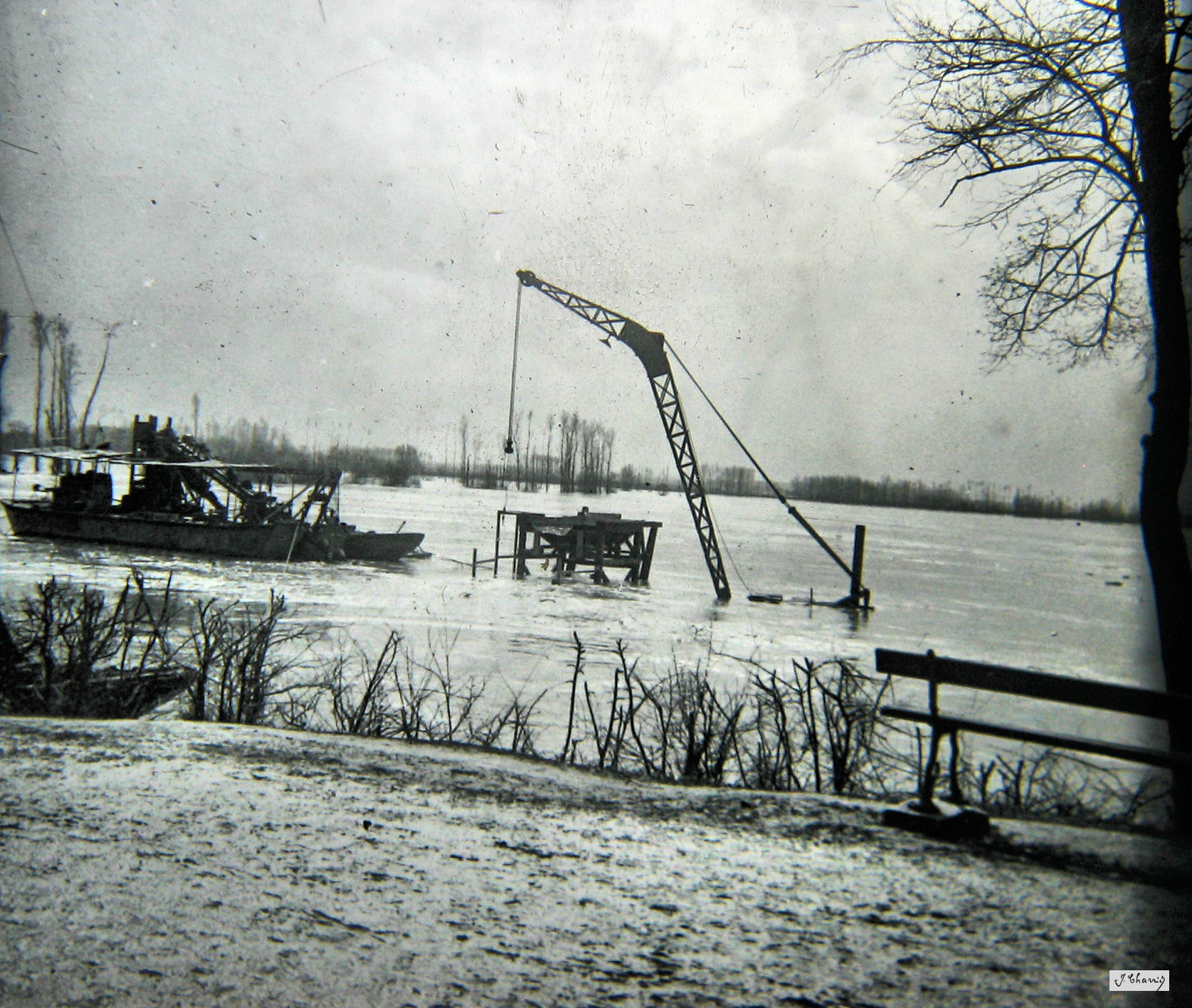
La crue de la Garonne en mars 1927 vue depuis les quais de Marmande.
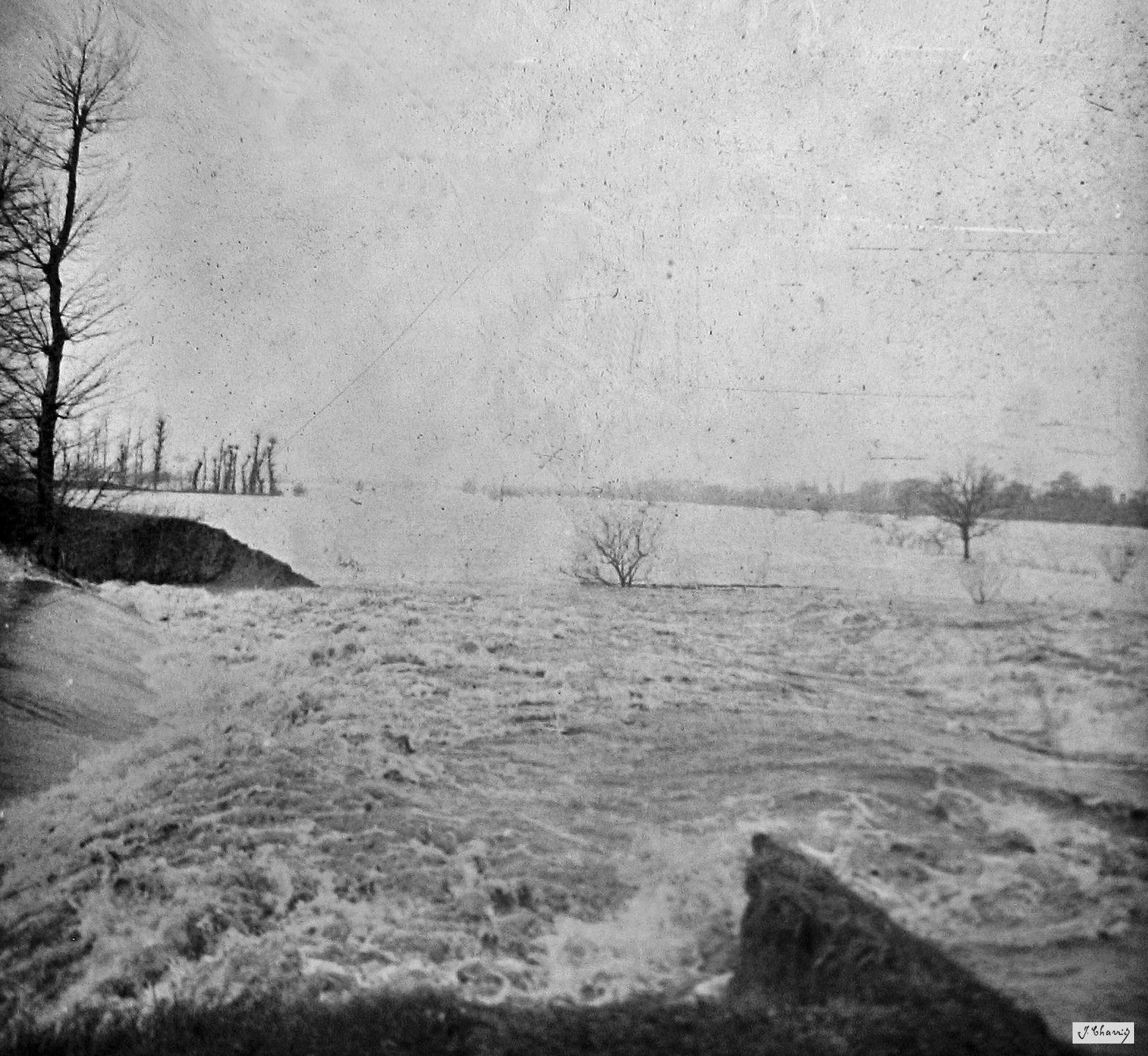
Rupture de la matte à Thivras.
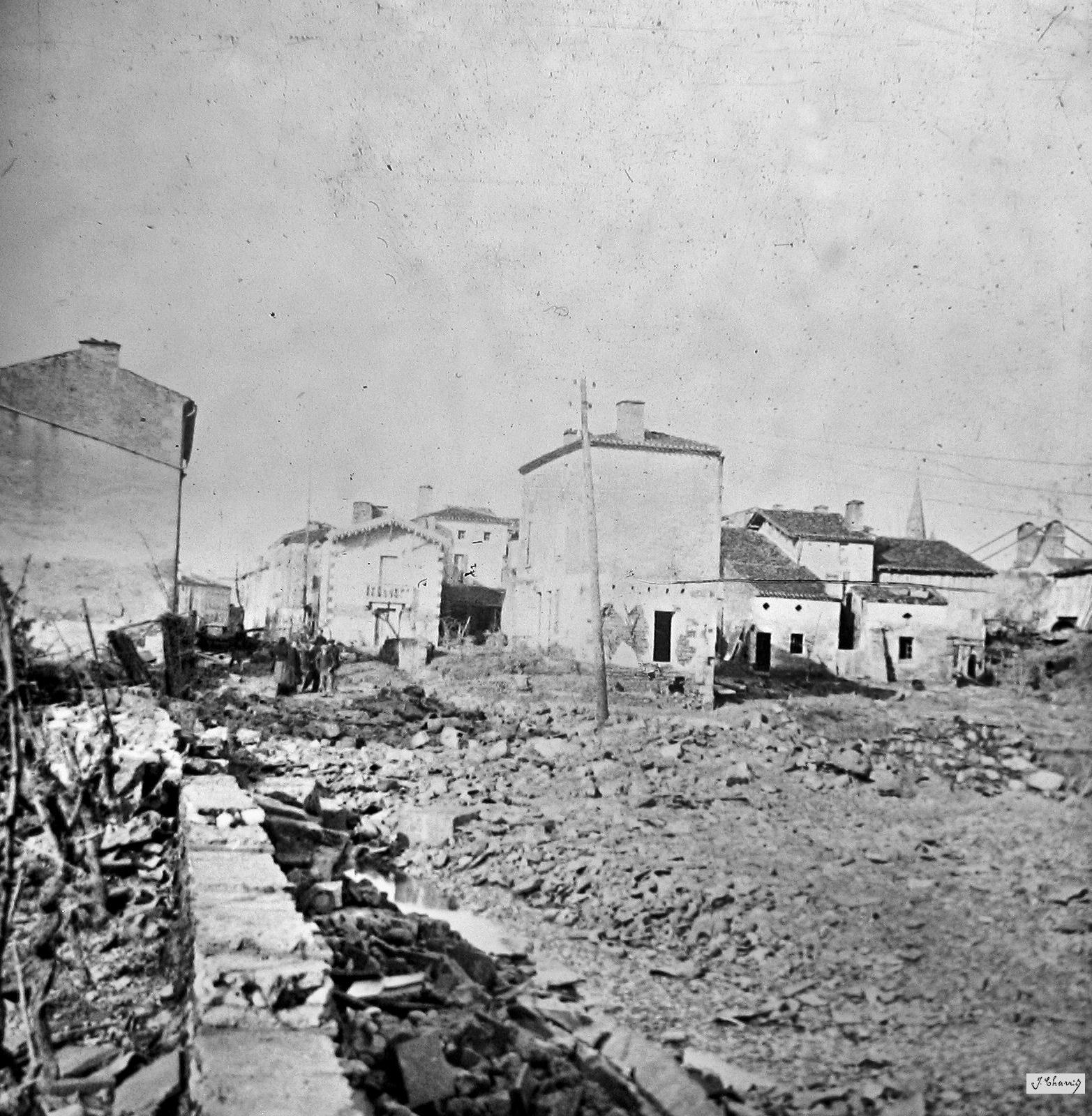
L'état de la grande rue dans le village de Couthures après la crue de la Garonne de 1930.
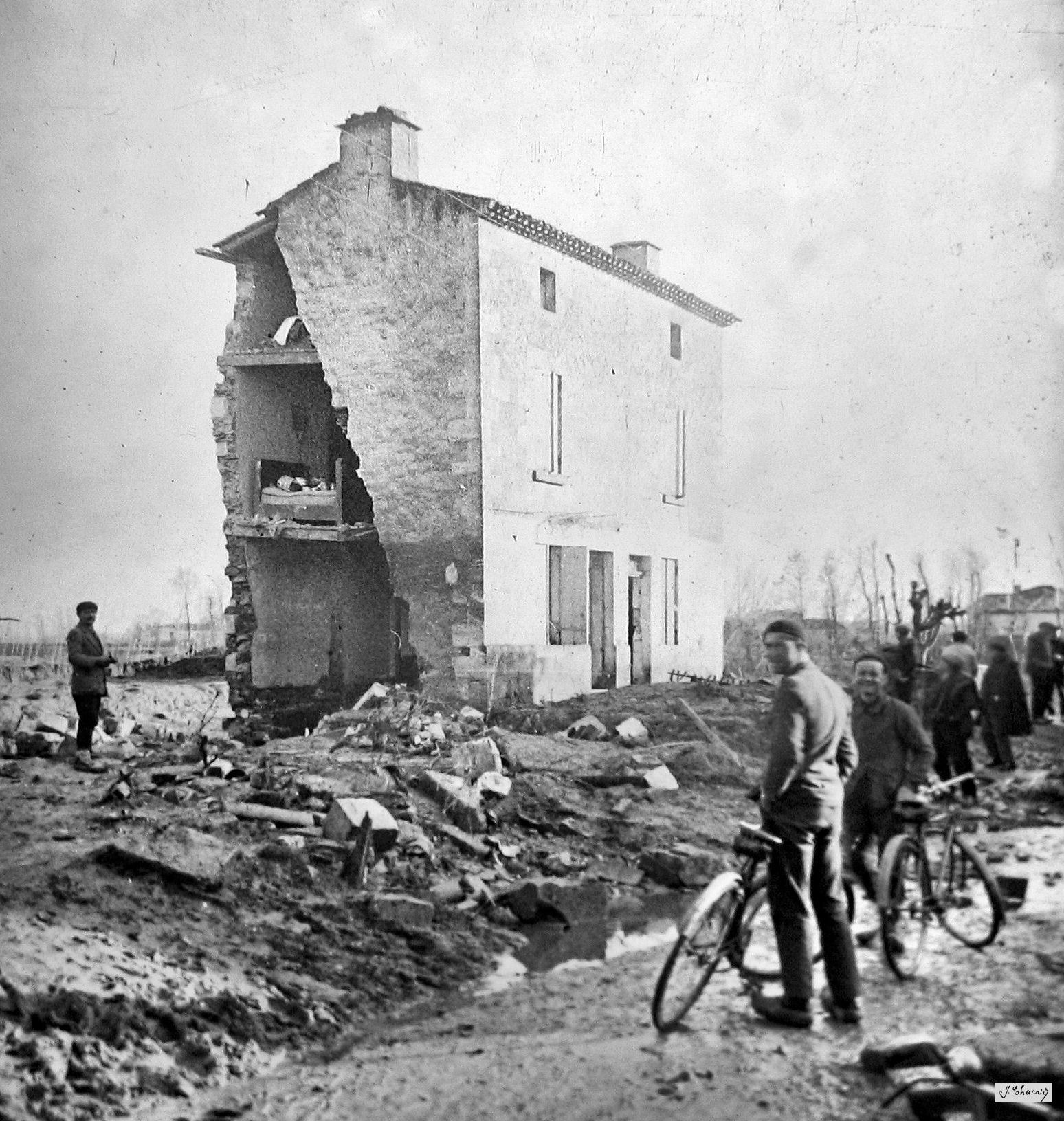
Une maison éventrée dans le village de Couthures.
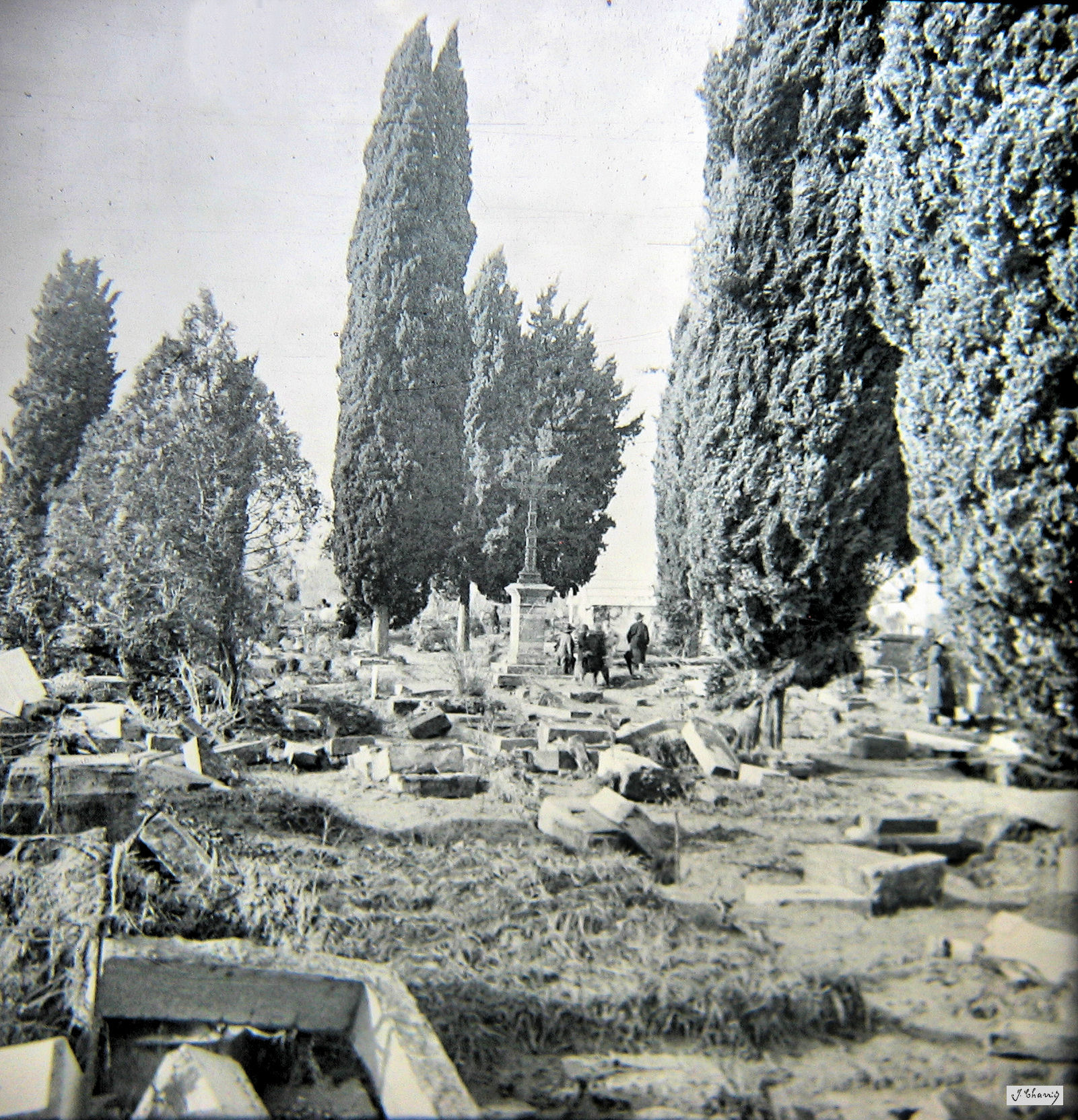
Le cimetière de Couthures dévasté par la crue de la Garonne de 1930.
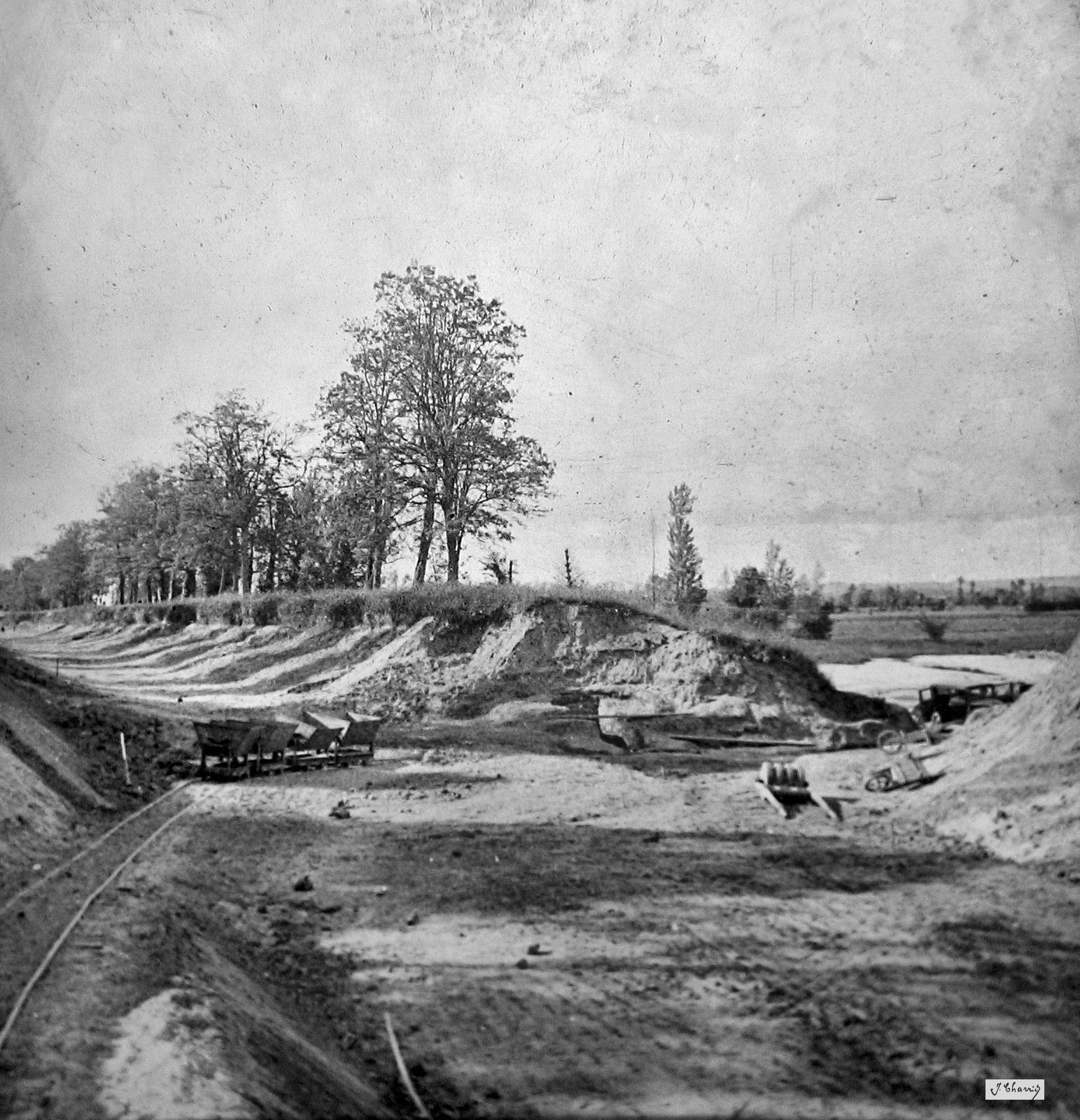
Travaux de réparation sur le canal latéral à Fourques.

Scènes de la vie à Marmande et dans le Marmandais (1919-1938)
Résidant à Marmande, Jean Charrié a pris plusieurs clichés illustrant quelques moments particuliers de la vie locale entre 1919 et 1938. Le 17 août 1919, Jean Charrié photographie l’arc de triomphe en l’honneur du 20e régiment de Ligne de retour du front de la Première Guerre mondiale. Ce régiment était en casernement à Montauban, Marmande et Casteljaloux. Sur l’arc de triomphe, il est écrit « Honneurs à nos soldats triomphants  /  Gloire au 20e ». La largeur de l’avenue fait penser aux boulevards. En décembre 1920, la neige recouvre la chaussée et le toit de la cathédrale. Une femme balaie le devant de la porte ; d’autres s’avancent précautionneusement sur la route. Au printemps 1923, ce même cloître accueille les fidèles pour une grande cérémonie religieuse, à l’occasion des communions solennelles, assortie d’une grande procession. Outre les communiants au premier plan, on distingue le clergé au centre et tout autour la masse imposante des paroissiens, certains se protégeant des rayons du soleil avec un parapluie. Jean Charrié est venu photographier en février 1938 les travaux en cours sur la route de Pont-de-Bayle. C’est ainsi qu’on dénomme l’endroit ou la route de Marmande à Tonneins franchit le ruisseau le Trec. Pour le recalibrage du lit du ruisseau, les ouvriers disposaient d’une pelle mécanique. Nul doute que l’usage d’un outillage très performant et nouveau pour l’époque a suscité l’admiration de l’ingénieur et son souci de garder trace de l’événement.

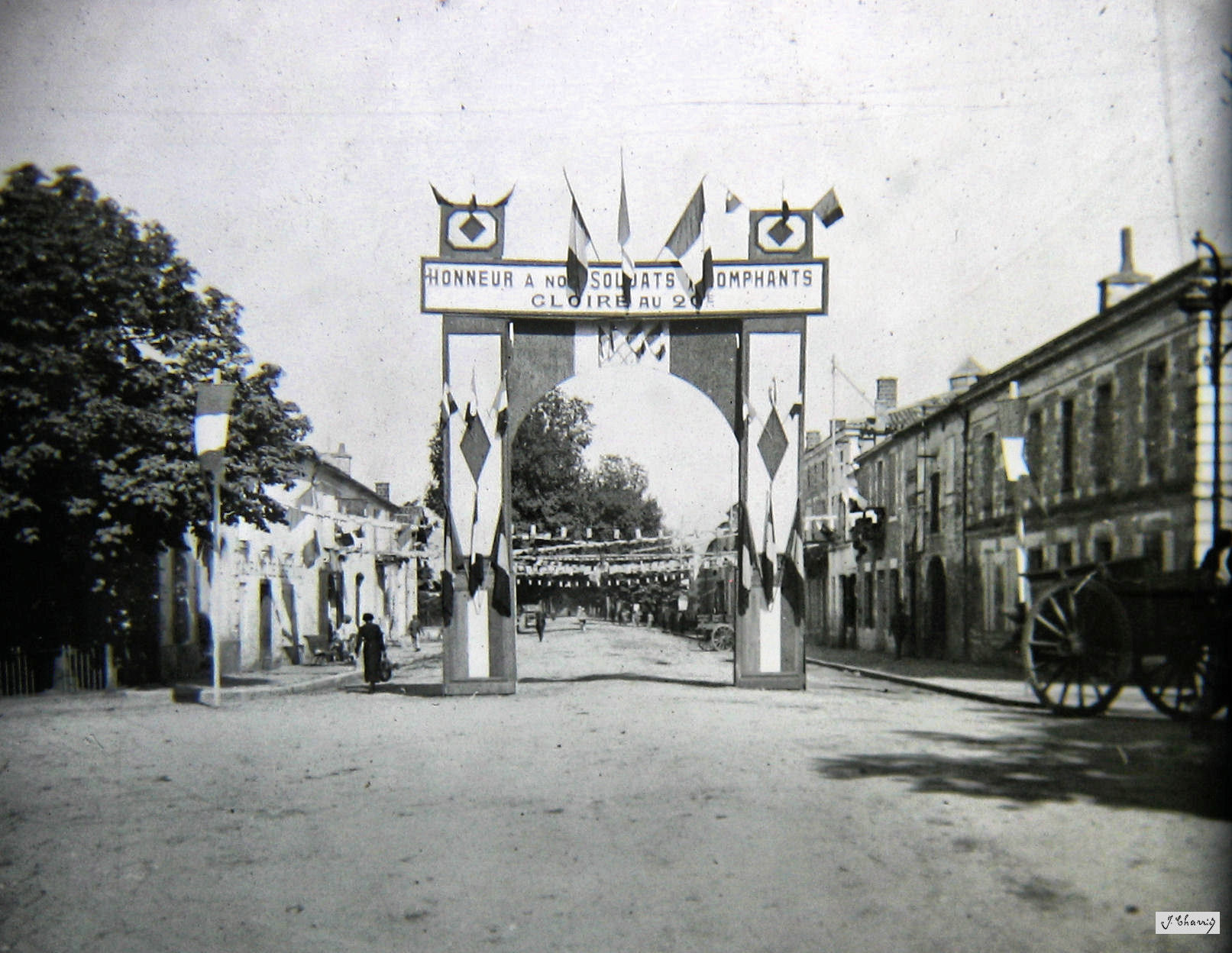
Arc de triomphe dressé en l'honneur du 20e Régiment d'Infanterie de Ligne de Marmande (photo prise le 17 août 1919).
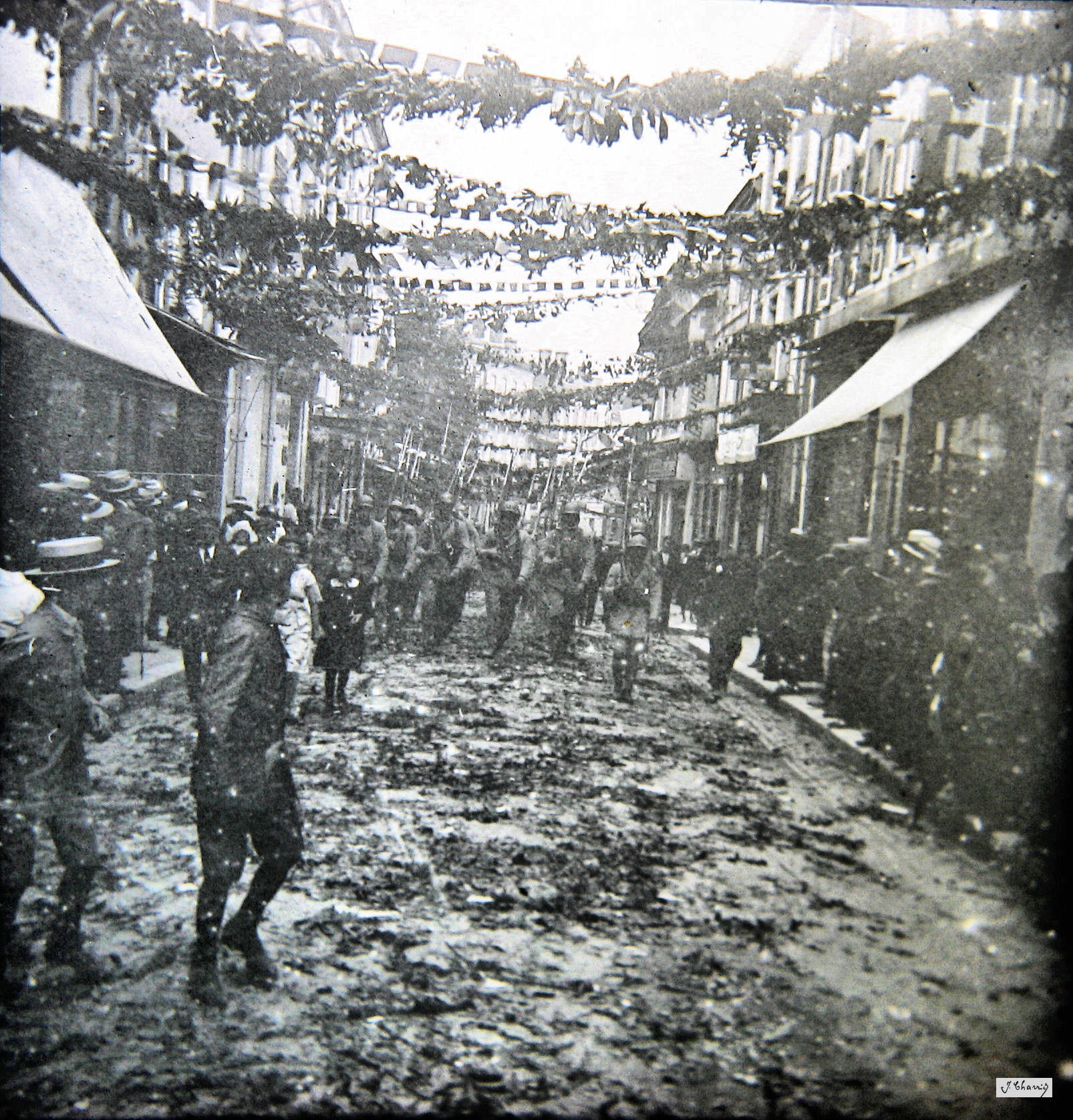
Défilé du 20e Régiment d'Infanterie dans une des rues principales de Marmande (photo prise le 17/08/1919).
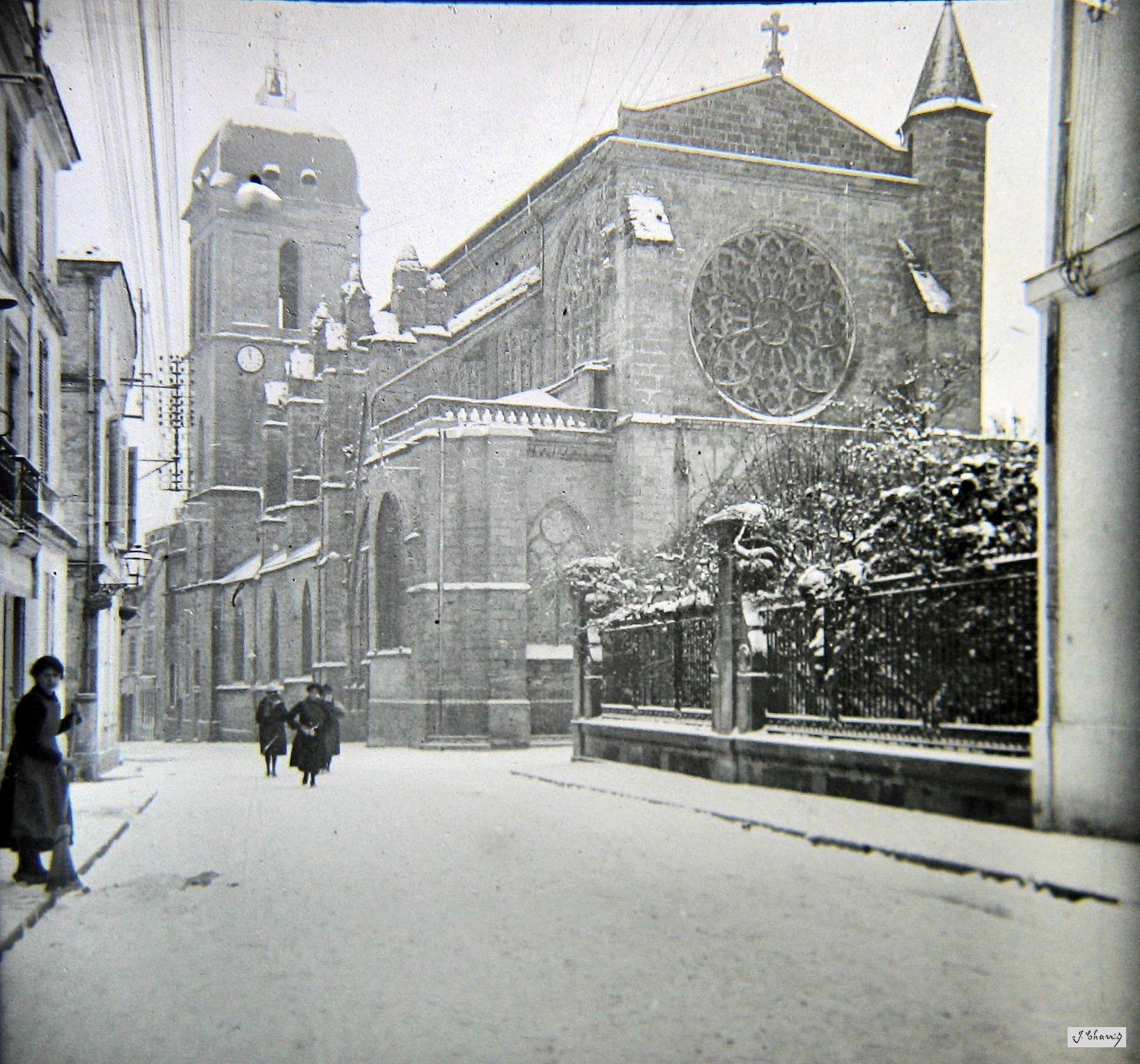
L'église Notre-Dame de Marmande sous la neige en décembre 1920.
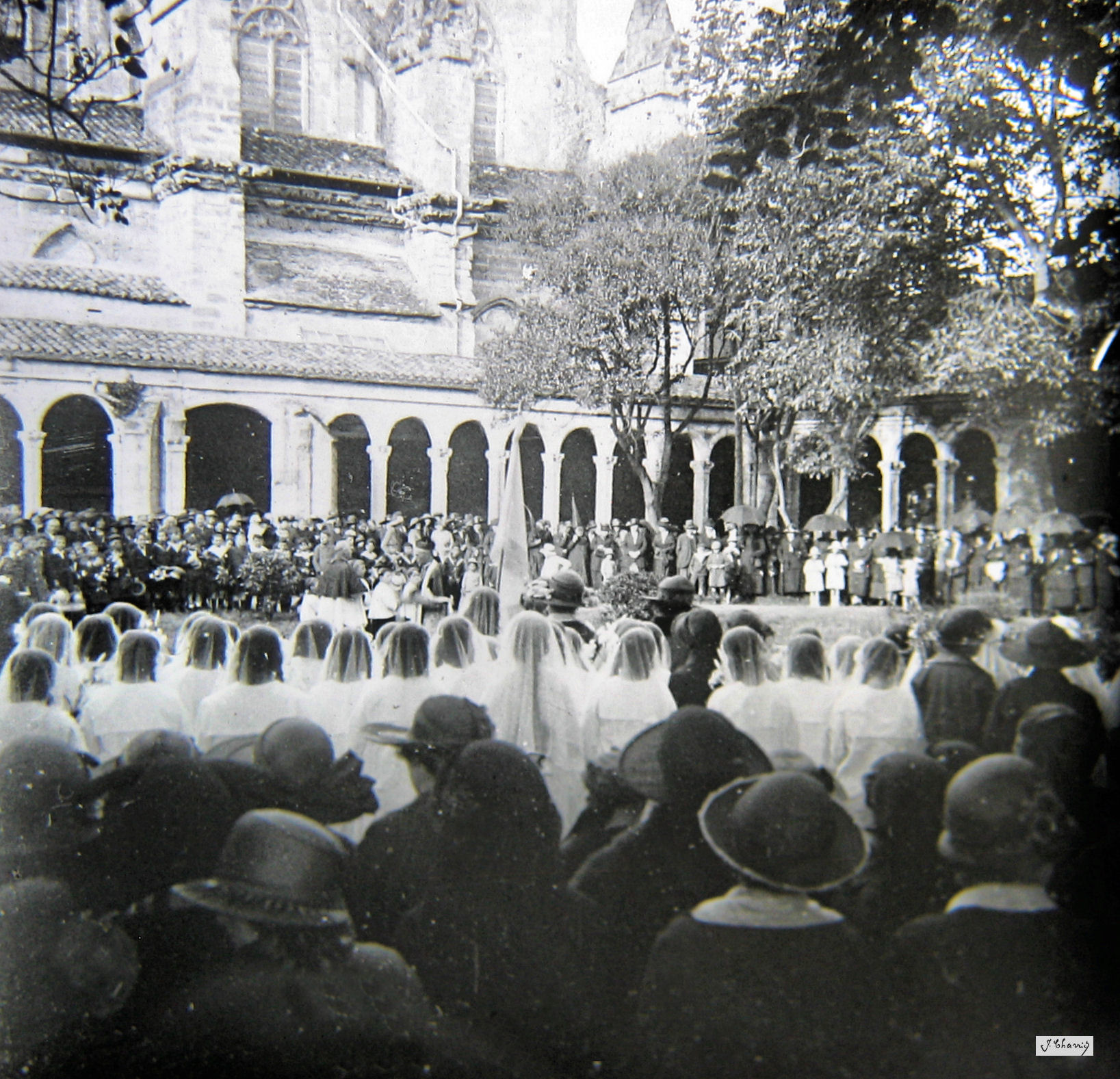
Cérémonie religieuse au printemps 1923 dans les jardins du cloître de l'église Notre-Dame de Marmande.
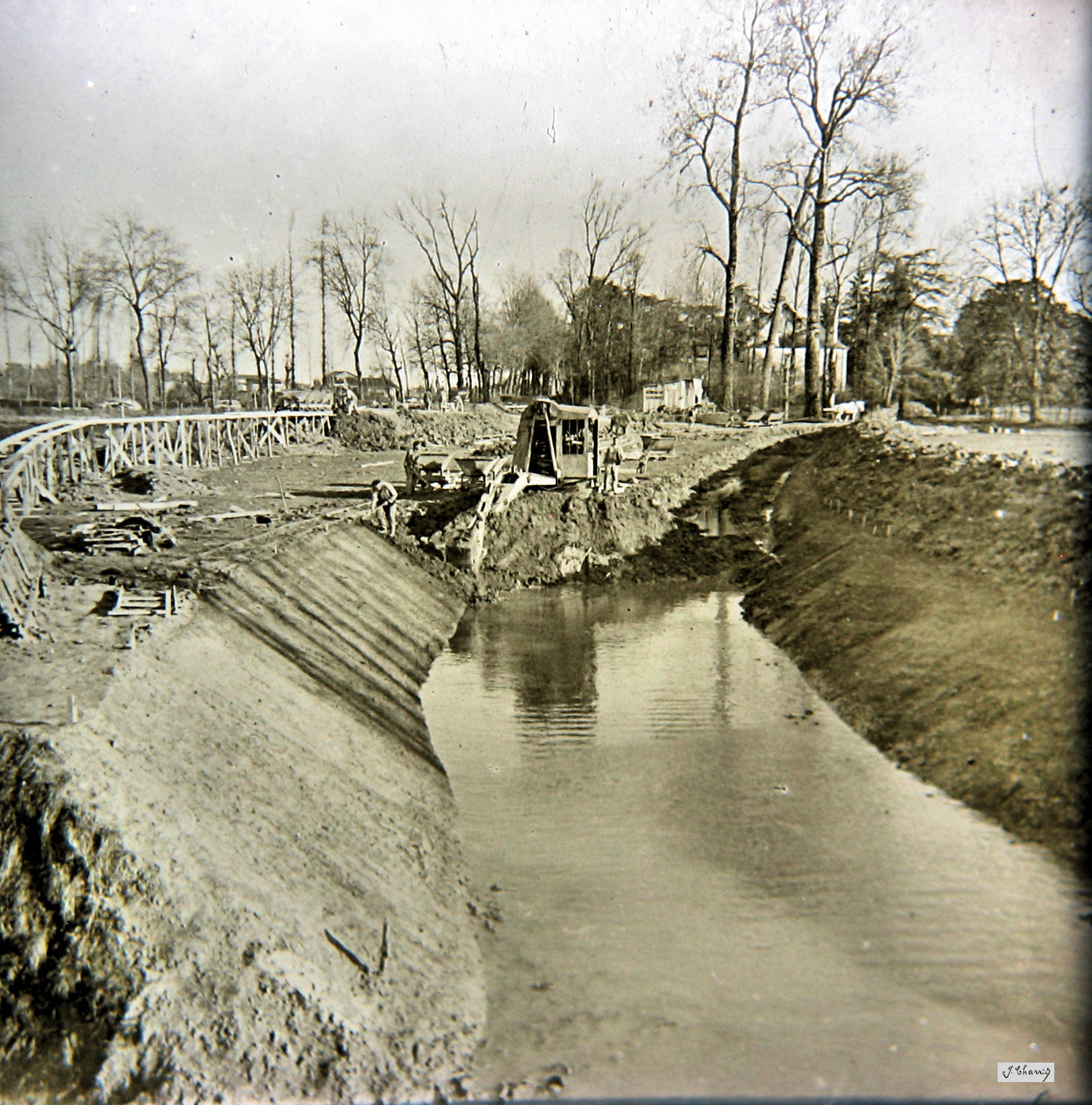
Travaux à la sortie de Marmande à Pont-de-Bayle.

La rupture du pont suspendu de la Garonne en 1930 a rendu difficile les communications entre la ville de Marmande et les communes de la rive gauche de la Garonne. Plusieurs photos assez exceptionnelles relatent l’accident et les travaux qui suivirent en 1932. Ce pont est toujours en service, même si un pont plus récent a été construit en aval en relation avec la nouvelle déviation qui permet de contourner la ville.

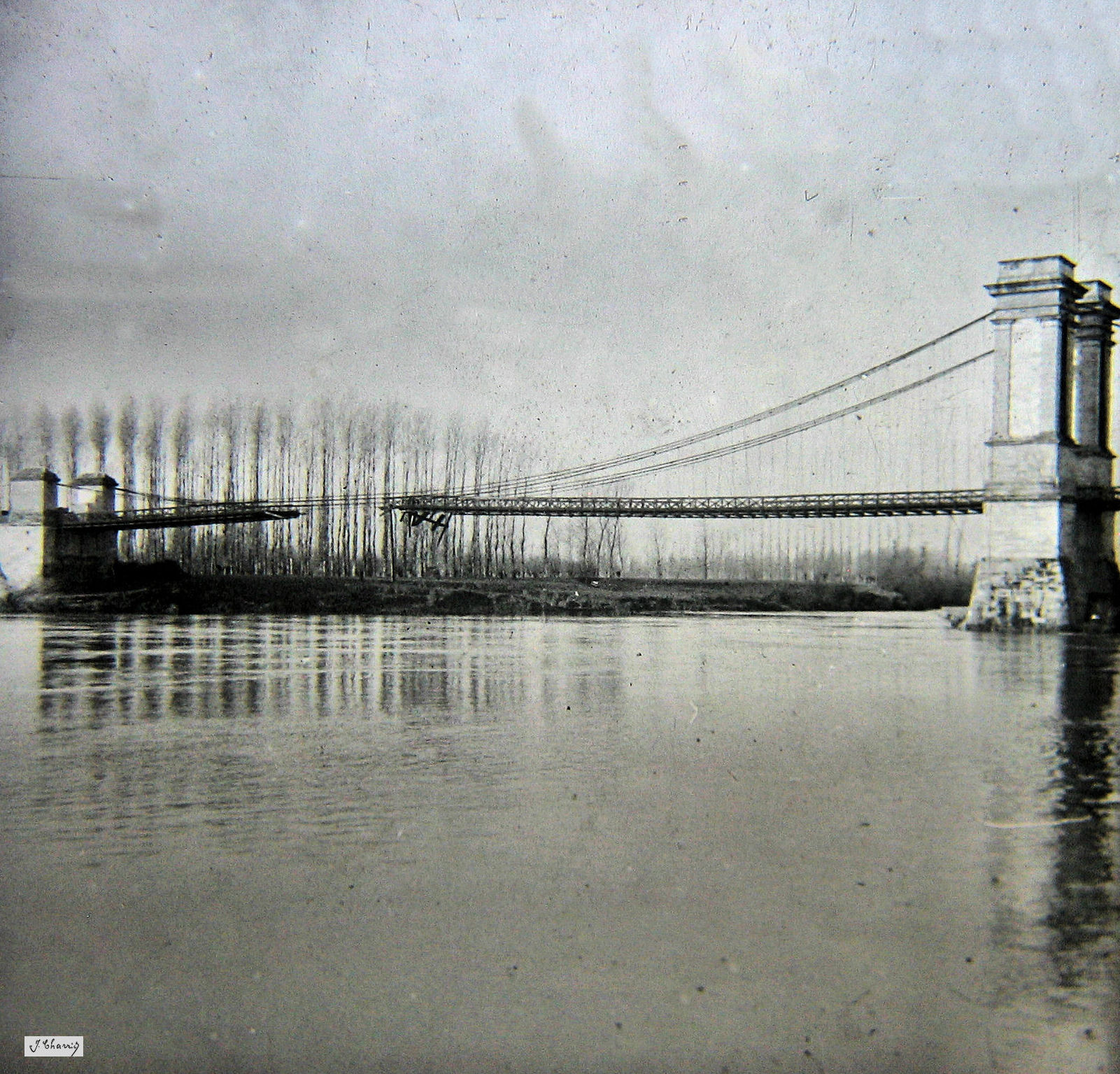
Rupture du tablier du pont de Marmande en janvier 1930.
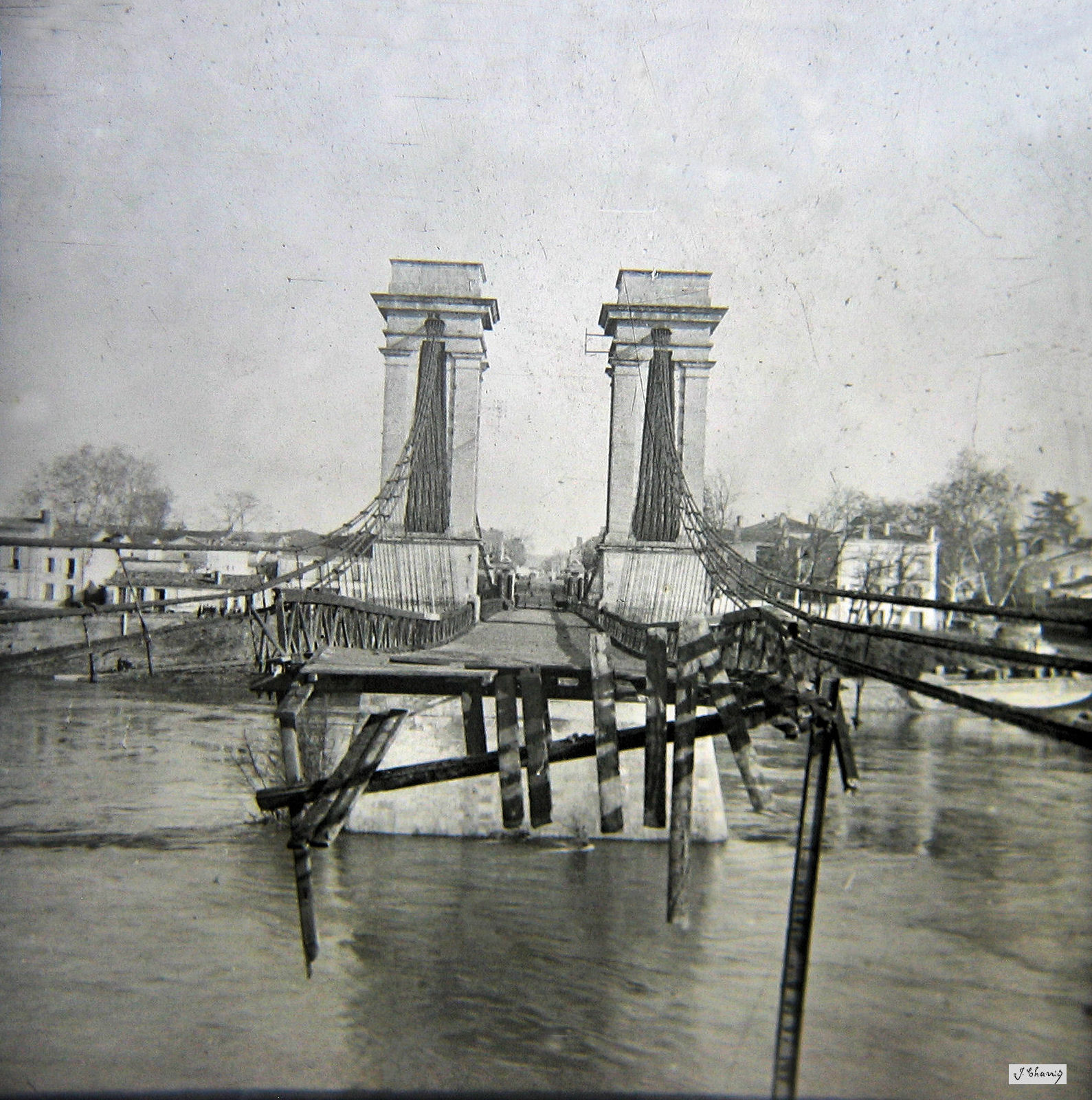
Vue sous un autre angle du tablier du pont suspendu.
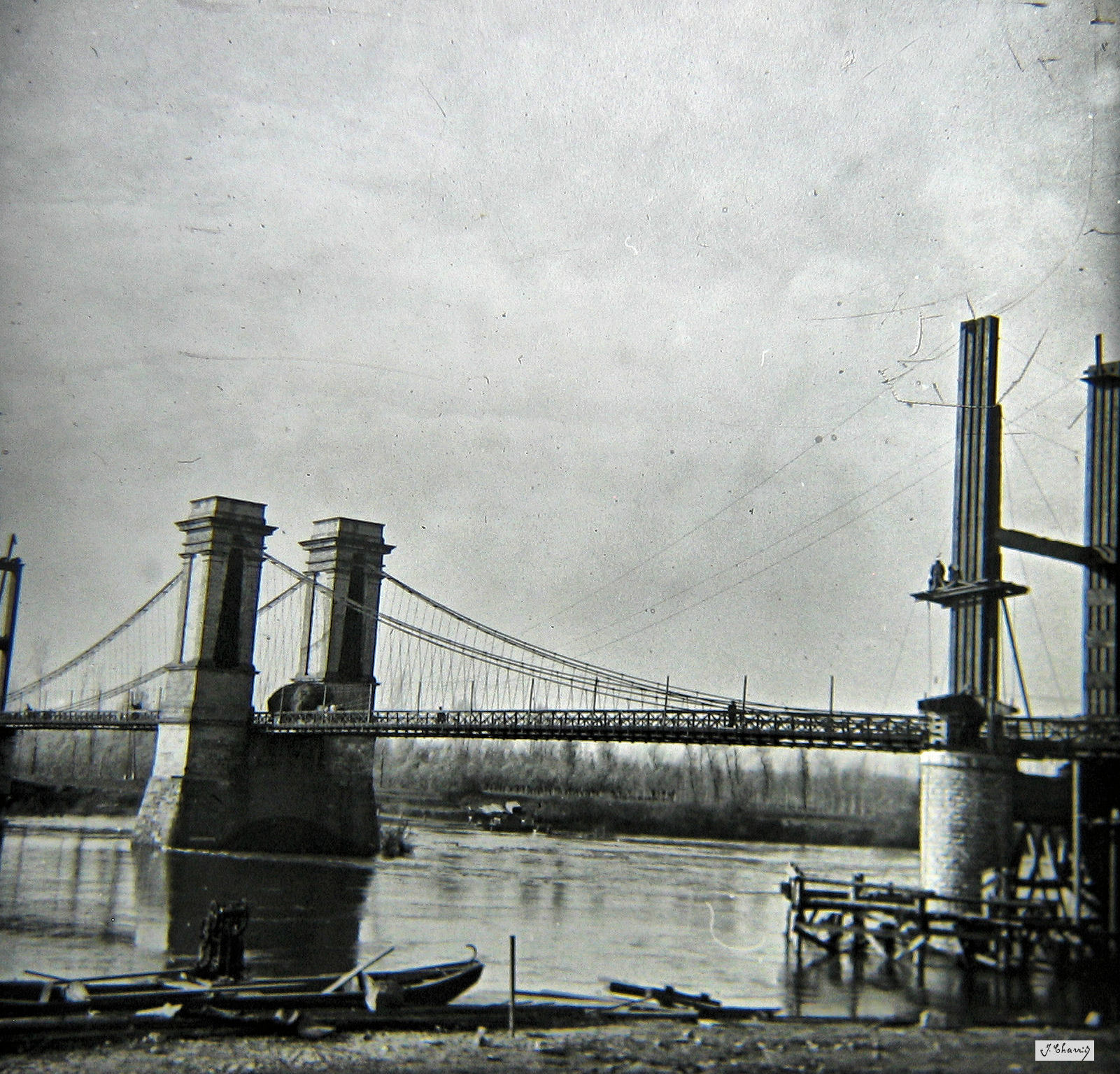
Début des travaux du nouveau pont dont on voit à droite une pile.
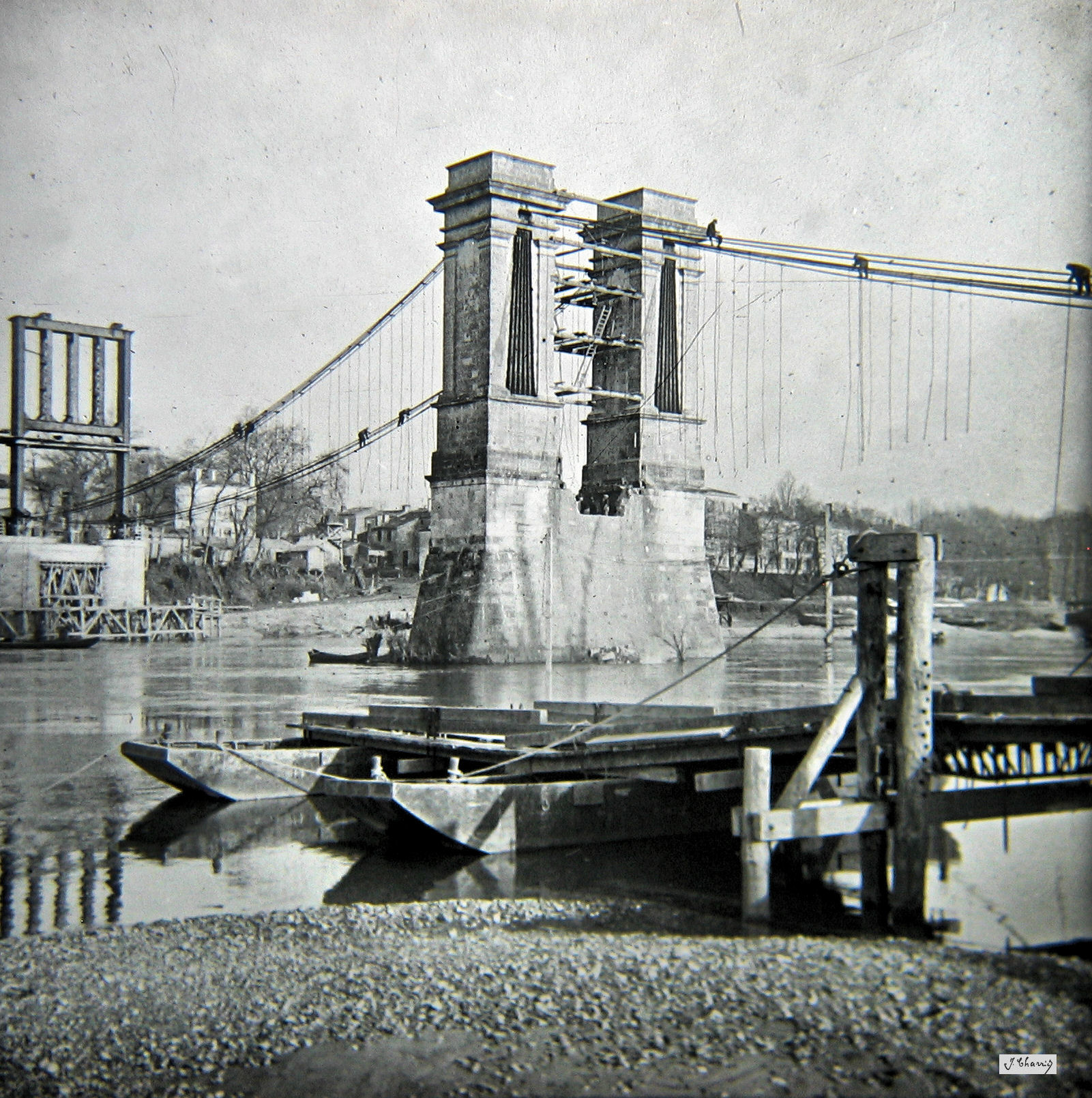
Enlèvement des anciens câbles de l'ancien pont suspendu de Marmande.
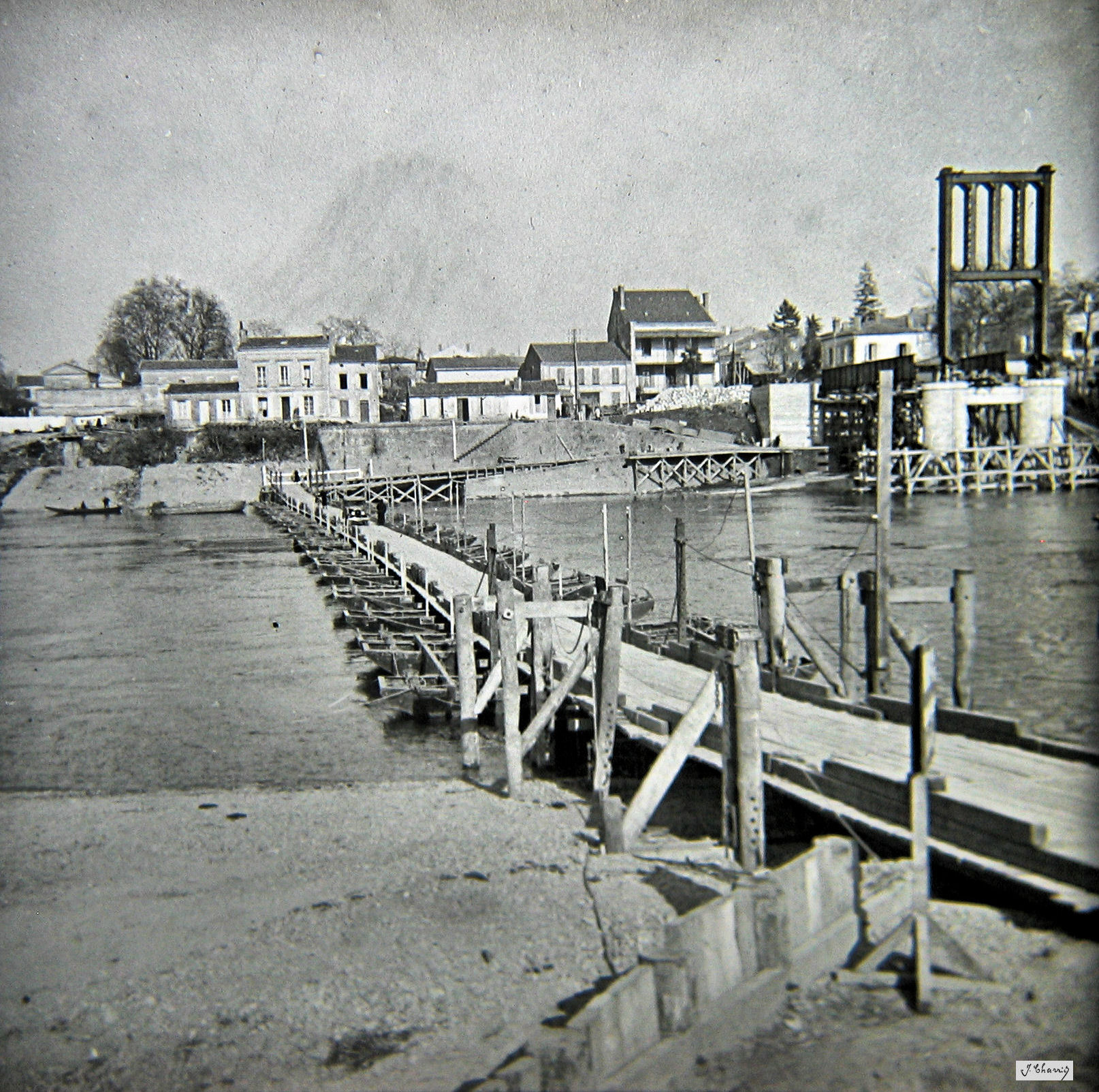
Circulation sur un pont de bateaux pendant les travaux.
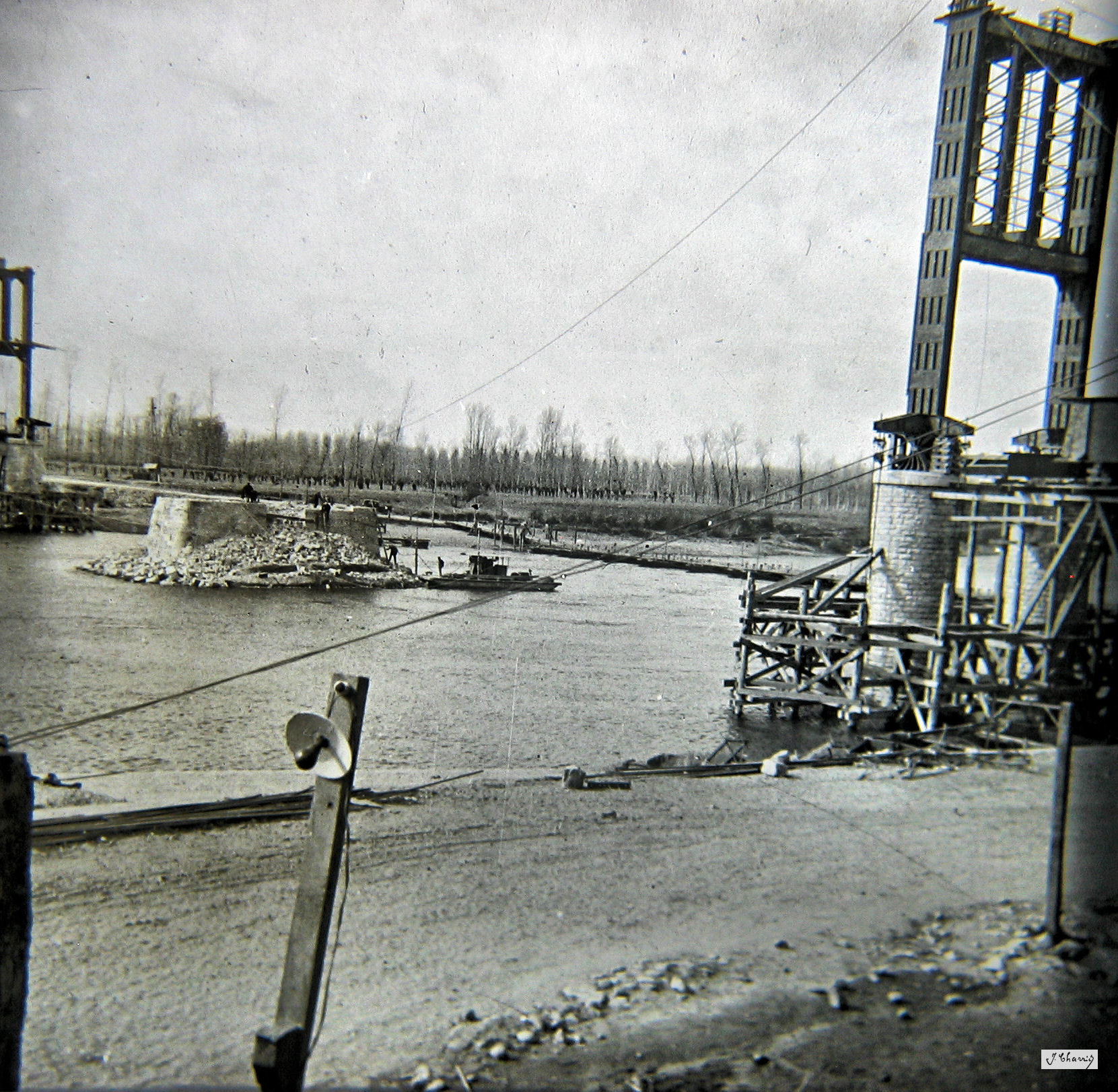
Démolition de la pile centrale de l'ancien pont.

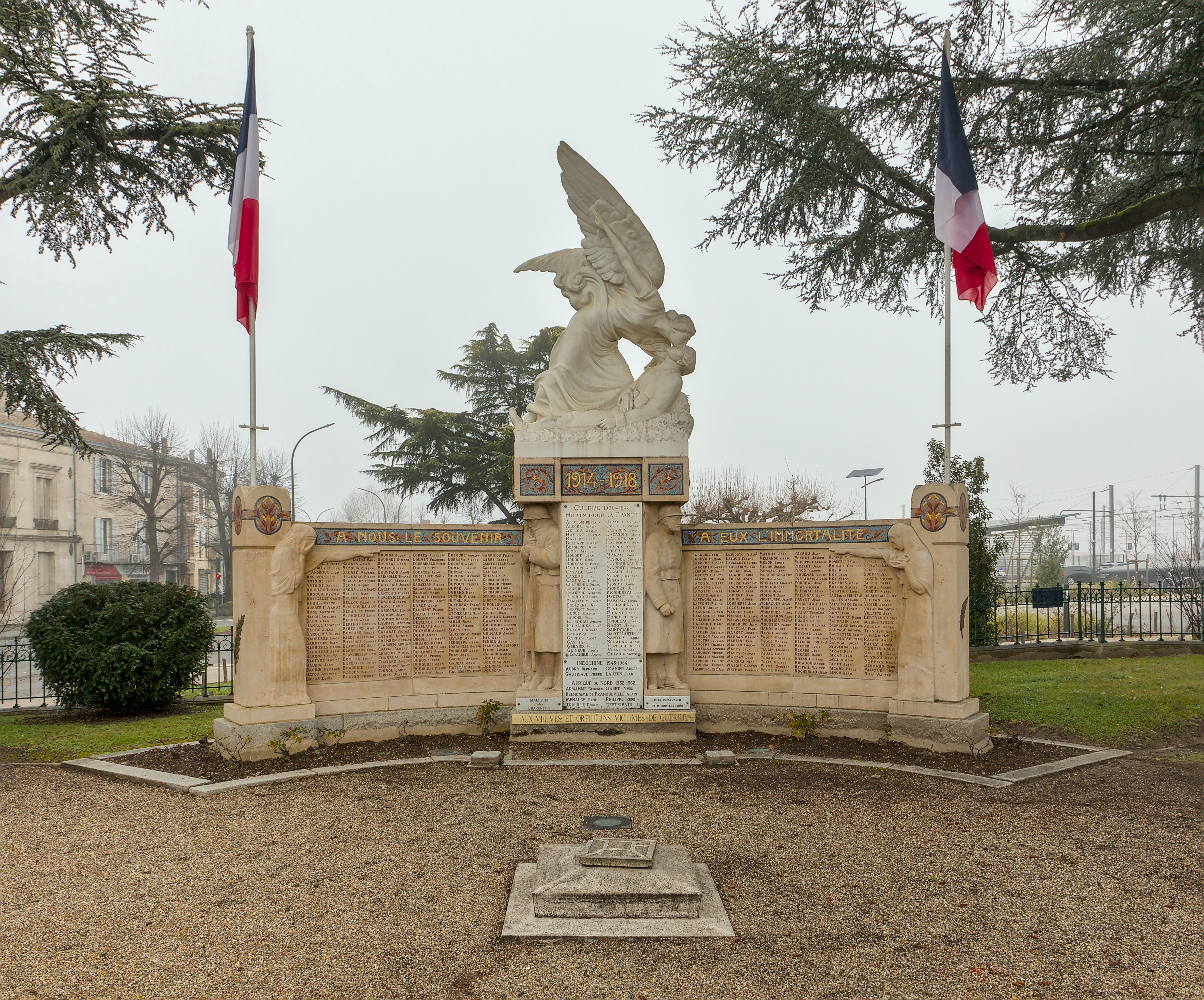
Le monument aux morts, devant la gare.

Durant la seconde guerre mondiale, Marmande se trouve en zone sud sous l'autorité du gouvernement de Vichy, proche de la ligne de démarcation (aux environs de Bazas et Langon).
6 familles juives furent arrêtées à Marmande ainsi qu'une famille belge, membre du réseau de résistance Carte.
Le 21 août 1944, Marmande est libéré par la Résistance après le départ des troupes allemandes sans combats.
La commune de Marmande a été fusionnée par arrêté préfectoral le 2 octobre 1972 avec la commune de Mauvezin-sur-Gupie. Elles se sont séparées le 20 janvier 2003.

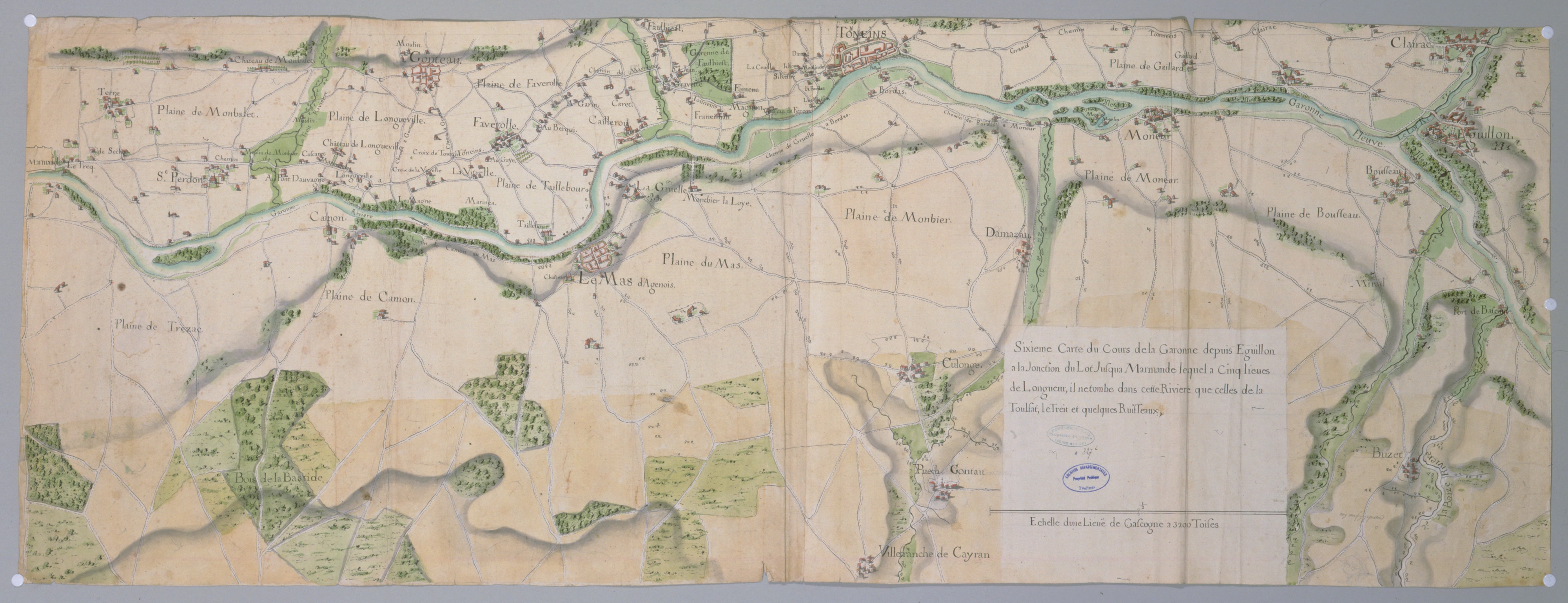

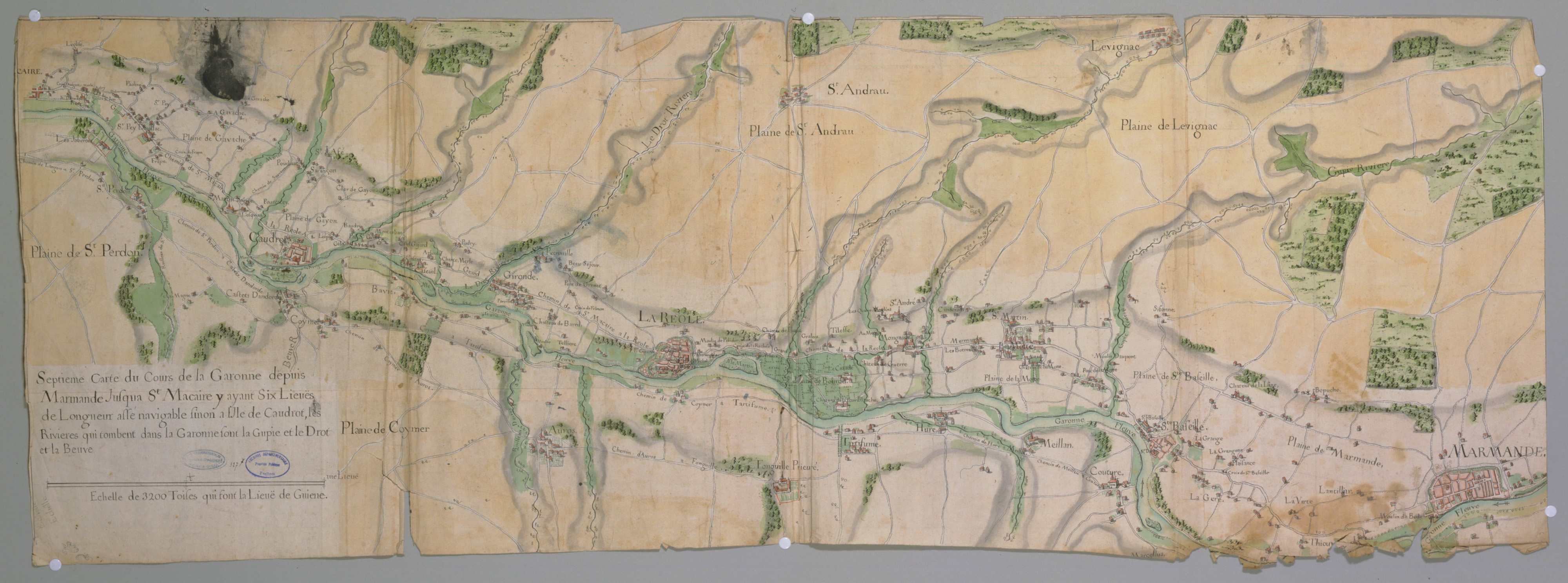

## Politique et administration

### Tendances politiques et résultats
Après le long « règne » du socialiste Gérard Gouzes (1983-2014), la mairie de Marmande bascule à droite en avril 2014. Daniel Benquet (UMP, puis LR, puis Agir) est élu maire.
Lors des élections municipales de 2020, le socialiste Joël Hocquelet succède à Daniel Benquet.

### Politique de développement durable
La ville s’est engagée dans une politique de développement durable en lançant une démarche d'Agenda 21 en 2009.

### Politique environnementale
Dans son palmarès 2024, le Conseil national de villes et villages fleuris de France a attribué trois fleurs à la commune.

### Jumelages
- Ejea de los Caballeros (Espagne)
- Portogruaro (Italie)
- Peso da Régua (Portugal)

## Population et société
Les habitants sont appelés les Marmandais.

### Démographie
Marmande ayant fusionné avec la commune de Mauvezin-sur-Gupie entre 1972 et 2003, des écarts statistiques peuvent exister pour les recensements de 1975, 1982, 1990 et 1999.
L'évolution du nombre d'habitants est connue à travers les recensements de la population effectués dans la commune depuis 1793. Pour les communes de plus de 10 000 habitants les recensements ont lieu chaque année à la suite d'une enquête par sondage auprès d'un échantillon d'adresses représentant 8 % de leurs logements, contrairement aux autres communes qui ont un recensement réel tous les cinq ans,.

En 2022, la commune comptait 17 361 habitants, en évolution de −1,61 % par rapport à 2016 (Lot-et-Garonne : −0,18 %, France hors Mayotte : +2,11 %).
| 1793  | 1800  | 1806  | 1821  | 1831  | 1836  | 1841  | 1846  | 1851  |
| ----- | ----- | ----- | ----- | ----- | ----- | ----- | ----- | ----- |
| 5 792 | 6 043 | 6 544 | 6 925 | 7 345 | 7 527 | 7 805 | 8 150 | 8 336 |

| 1856  | 1861  | 1866  | 1872  | 1876  | 1881  | 1886  | 1891   | 1896  |
| ----- | ----- | ----- | ----- | ----- | ----- | ----- | ------ | ----- |
| 8 368 | 8 661 | 8 564 | 8 513 | 8 961 | 9 857 | 9 891 | 10 341 | 9 888 |

| 1901  | 1906  | 1911  | 1921  | 1926  | 1931  | 1936   | 1946   | 1954   |
| ----- | ----- | ----- | ----- | ----- | ----- | ------ | ------ | ------ |
| 9 873 | 9 748 | 9 832 | 9 148 | 9 555 | 9 683 | 10 481 | 12 101 | 12 368 |

| 1962   | 1968   | 1975   | 1982   | 1990   | 1999   | 2006   | 2011   | 2016   |
| ------ | ------ | ------ | ------ | ------ | ------ | ------ | ------ | ------ |
| 13 542 | 15 559 | 16 911 | 16 953 | 17 568 | 17 199 | 17 317 | 18 218 | 17 645 |

| 2021   | 2022   | - | - | - | - | - | - | - |
| ------ | ------ | - | - | - | - | - | - | - |
| 17 239 | 17 361 | - | - | - | - | - | - | - |

- L'année où il y avait le plus d'habitants est 2009 avec 18 476 habitants.
- L'année où il y en avait le moins est 1793 avec 5 792 habitants.
- Avant la Première Guerre mondiale, il y avait 9 832 habitants et, en 2009, il y en avait 18 476, ce qui représente 8 644 habitants de plus.

Elle est au 481e rang français au regard de la population. Le revenu moyen par ménage y est de 16 482 €/an.

### Manifestations culturelles et festivités
- Le festival de musique Garorock, créé en 1997, a attiré plus de 120 000 personnes en 2024[43].
- Le Grass Track international de Marmande y est organisé tous les ans le 13 juillet ; c'est une manche du Championnat du monde de grass track qui attire plusieurs milliers de spectateurs.
- Une fête de la tomate  est organisée durant l'été, pendant tout un week-end ; c'est l'occasion pour les touristes de goûter les fameuses tomates de Marmande et toutes ses déclinaisons.
- Le festival lyrique « Nuits Lyriques et Voix du Monde en Marmandais » est composé d'un concours international de chant et clôturé par la représentation d'un opéra au théâtre Comœdia.
- Un salon du chocolat se déroule chaque année.
- Marmande plage (depuis juillet 2011).
- Les Casetas Marmandaises (depuis juillet 2013).
- « URBANCE », festival des cultures urbaines, est organisé depuis 2010.
- Marmande fut la terre d'accueil de la finale de l'émission télévisée Intervilles, diffusée par TF1, en 1986, finale où elle subit une défaite contre la ville de Nancy.

### Enseignement
- École de Beyssac
- École de Magdeleine
- École de Thivras
- École Labrunie
- École Jean-Jaurès
- École Lolya
- École Édouard-Herriot
- École privée Sainte-Foy
- Collège de la Cité Scolaire
- Collège Jean-Moulin
- Collège privé Notre-Dame de la Salle
- Lycée privé Notre-Dame-de-la-Compassion
- Lycée Val-de-Garonne
- Lycée professionnel

### Cultes
- Église Protestante Unie de Marmande[44]
- Église Évangélique Assemblée de Dieu[45].

### Sports
Marmande est une ville sportive.
- Le football est représenté par le FC Marmande 47 et évolue en Division Honneur (DH).
- Le cyclisme est représenté par le Club Cycliste Marmande 47 dont l'équipe féminine évolue en Nationale 2.
- Le rugby à XV est représenté par l'Union Sportive Marmandaise (USM) et évolue en Nationale 2.
- Le handball est représenté par le Handball Club Marmandais
- Le basket-ball est représenté par l'ASPTT Marmande et le BBM.
- Le grass track est représenté par le Moto-Club Marmandais
- Le tennis de table est représenté par la Raquette Marmandaise, dont l'équipe féminine évolue en Pro A.
- Le BCM 47 est le club de badminton de Marmande, sous tutelle de la Fédération Française de Badminton, très actif et comptant de nombreux compétiteurs.
- Les clubs de judo, karaté, aïkido et ju-jitsu traditionnel.

Les équipements sportifs sont le stade Dartiailh (rugby et athlétisme), le stade Michelon (football), la piste de grass track et la piste de speedway, le terrain de golf, une salle polyvalente, un skate-park et beaucoup de pistes et chemins destinés aux randonneurs.

## Économie

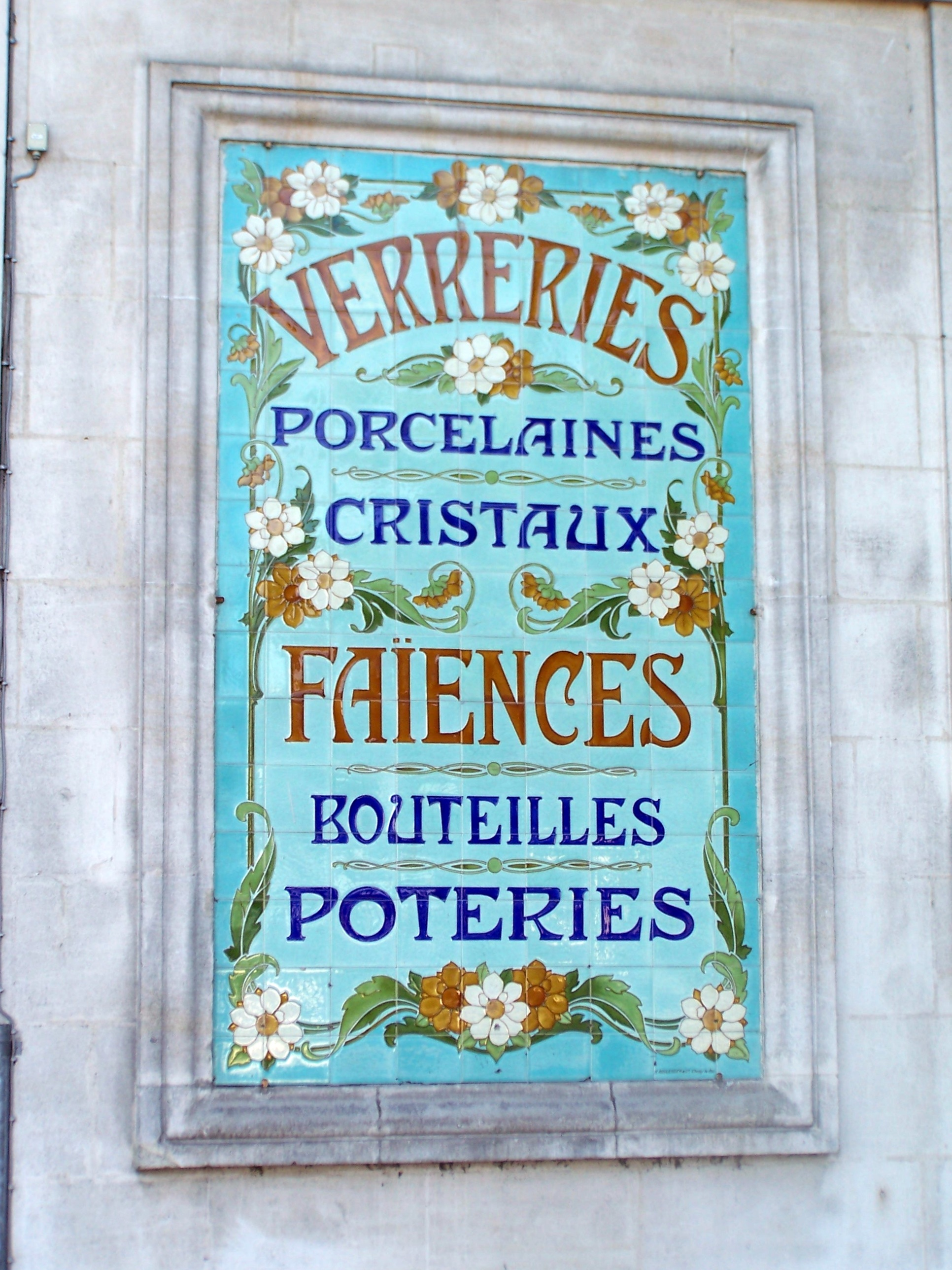
Publicité de Verrerie-Faïencerie 3, boulevard Ulysse-Casse.

### Entreprises et commerces
- Lisi-Creuzet, sous-traitant aéronautique pour EADS et Airbus, 900 emplois.
- CSA-Creuzet, pièces pour l'aéronautique, 45 salariés.
- MGP Asquini, fabricant de pièces pour l'industrie aéronautique, 100 emplois.
- Groupe Coaxis : Entreprises de Services Numériques, 90 emplois.
- Antenne de la Chambre de commerce et d'industrie de Lot-et-Garonne.
- Pilkington, verres spéciaux.
- Transport urbain : réseau EVALYS (5 lignes, exploitant Kéolis)
- Gare SNCF Gare de Marmande
- Compagnie des jus de Marmande, fabrique de jus de fruits et légumes fournissant la marque Pampryl (groupe terre du sud)
- ST Dalfour S.A.S, société agroalimentaire, 100 emplois, spécialisée dans la fabrication de confiture 100 % issue de fruits et autres produits naturels et biologiques.
- Pom' de terre Plus
- Ets Espiet (Groupe Gascogne).
- Lactarium
- Centres commerciaux E.Leclerc et Super U, supermarché Carrefour Market. Leclerc drive et U drive.
- Renault AMC Marmande, GGA Peugeot, Active Auto Marmande Citroën, garage Audi et Volkswagen, Automobiles Pujol…
- Les Paysans de Rougeline, production et distribution de fruits et légumes frais

### Agriculture
- Tomate de Marmande
- Côtes-du-marmandais

## Culture locale et patrimoine

### Lieux et monuments
- Ville fleurie : trois fleurs.

#### Édifices religieux
- Église Notre-Dame de Marmande : église[46] et Les Cloîtres Notre-Dame construits au XIIIe siècle, restaurés au XIVe siècle, classés monuments historiques en 1862[47].
- Église Notre-Dame-de-la-Présentation de Beyssac.
- Église Sainte-Marie-Madeleine de la Magdeleine.
- Église Sainte-Quitterie de Garrigues.
- Église Saint-Pierre de Granon.
- Église Saint-Martin de Marmande.
- Église Saint-Mémoire de Marmande.
- La chapelle Saint-Vincent au lieu-dit Coussan, dans le sud du territoire communal, en rive gauche de la Garonne, son cimetière et son monument aux morts.
- La chapelle Saint-Benoît, classée au titre des monuments historiques en 2005[48],
- Chapelle du collège Notre-Dame de la Salle de Marmande.
- Chapelle Notre-Dame-de-la-Compassion de Marmande.
- Chapelle Notre-Dame-des-Vignes de Télégraphe.
- Chapelle Saint-André de Bouilhats.
- Chapelle Saint-Jean-Marie-Vianney dite chapelle de la Gravette de Marmande.
- Chapelle Saint-Léger de Thivras.
- Église évangélique de Marmande.
- Temple de l'église protestante unie de France de Marmande.

#### Lieux et édifices publics

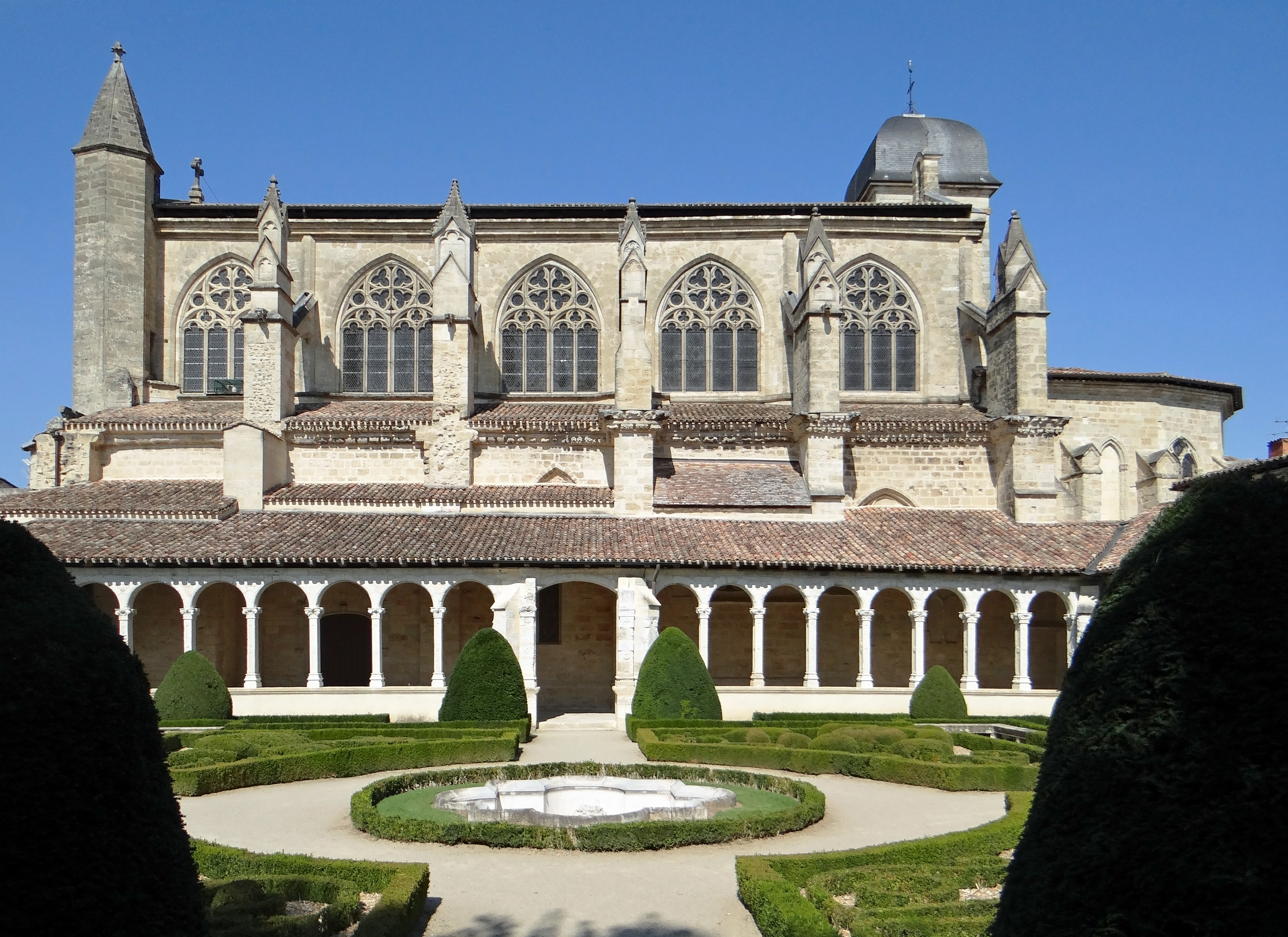
Le jardin de Notre-Dame de Marmande.

- Le jardin de Notre-Dame de Marmande.Le jardin du cloître Notre-Dame de Garonne dont la réalisation a été terminée en 1955 a reçu le label « Jardin remarquable » en 2007[49],
- Les jardins de Beauchamp, rue des Isserts, jardin privé visitable, a été labellisé « Jardin remarquable » en 2009[50],
- Le musée Albert-Marzelles, 15 rue Albert Boyé[51],
- L'hôtel de ville,
- La place Clemenceau,
- La rue de la Libération,
- La place des Neuf Fontaines,
- La place du Château,
- La rue Toupinerie,
- La rue du Palais,
- Les remparts,
- Le lavoir et la fontaine des Cinq Canelles,
- Le boulevard Richard-Cœur-de-Lion,
- Le canton,
- Le chemin de ronde du Caillou,
- Le square de Verdun,
- La rue Labat,
- La place du Marché.

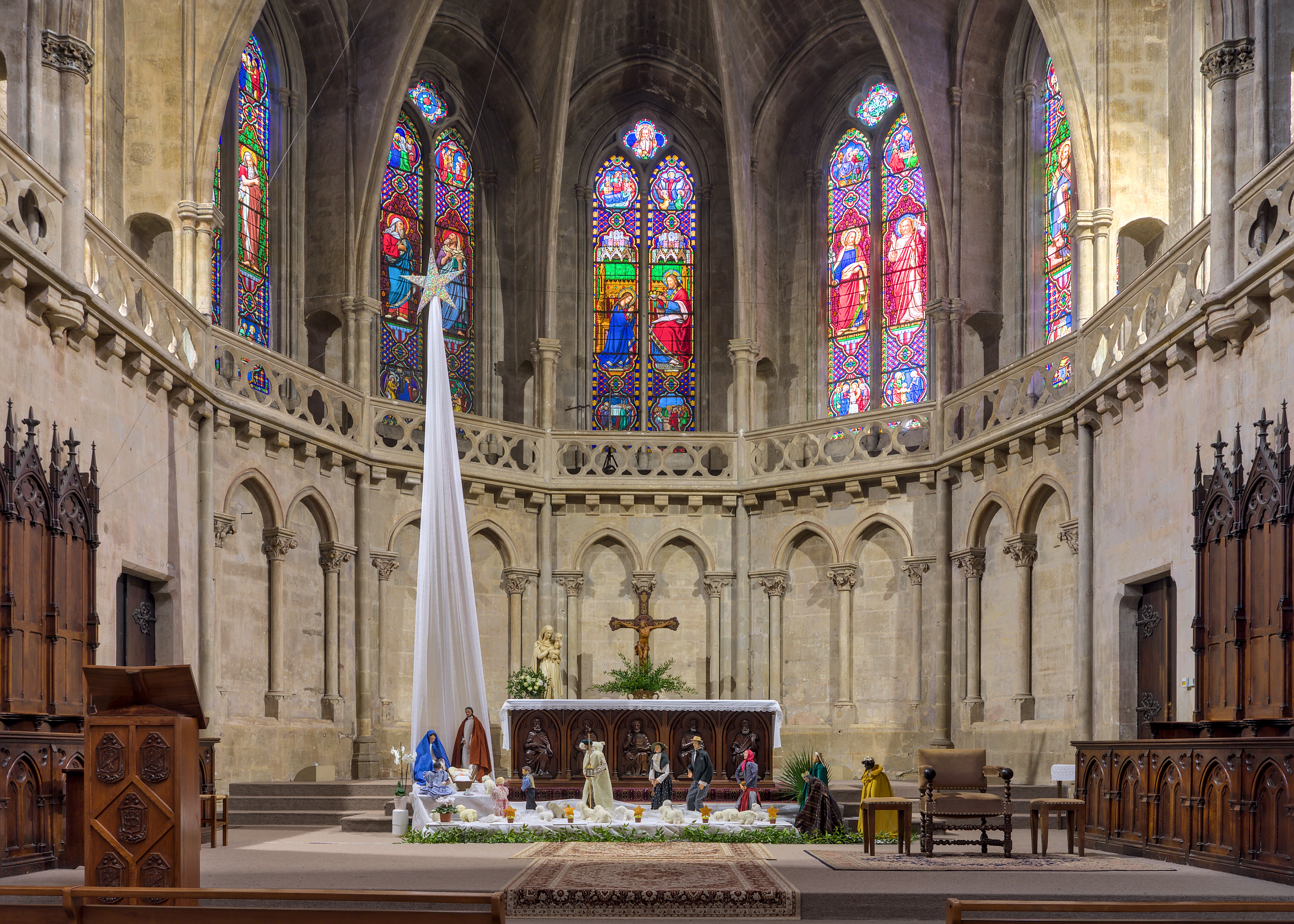
Choeur de l'église Notre-Dame de Marmande.
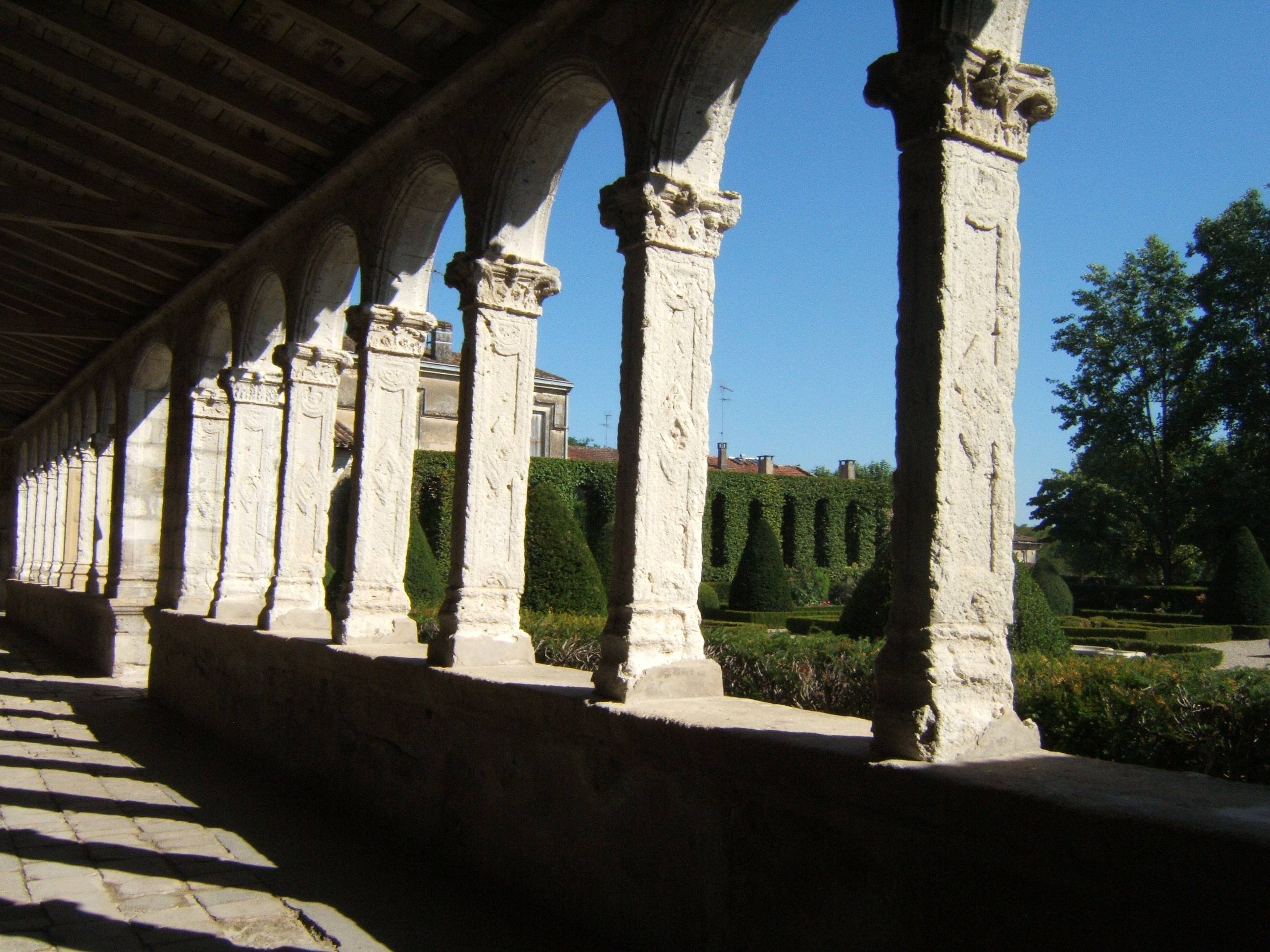
Le cloître de Notre-Dame de Marmande.
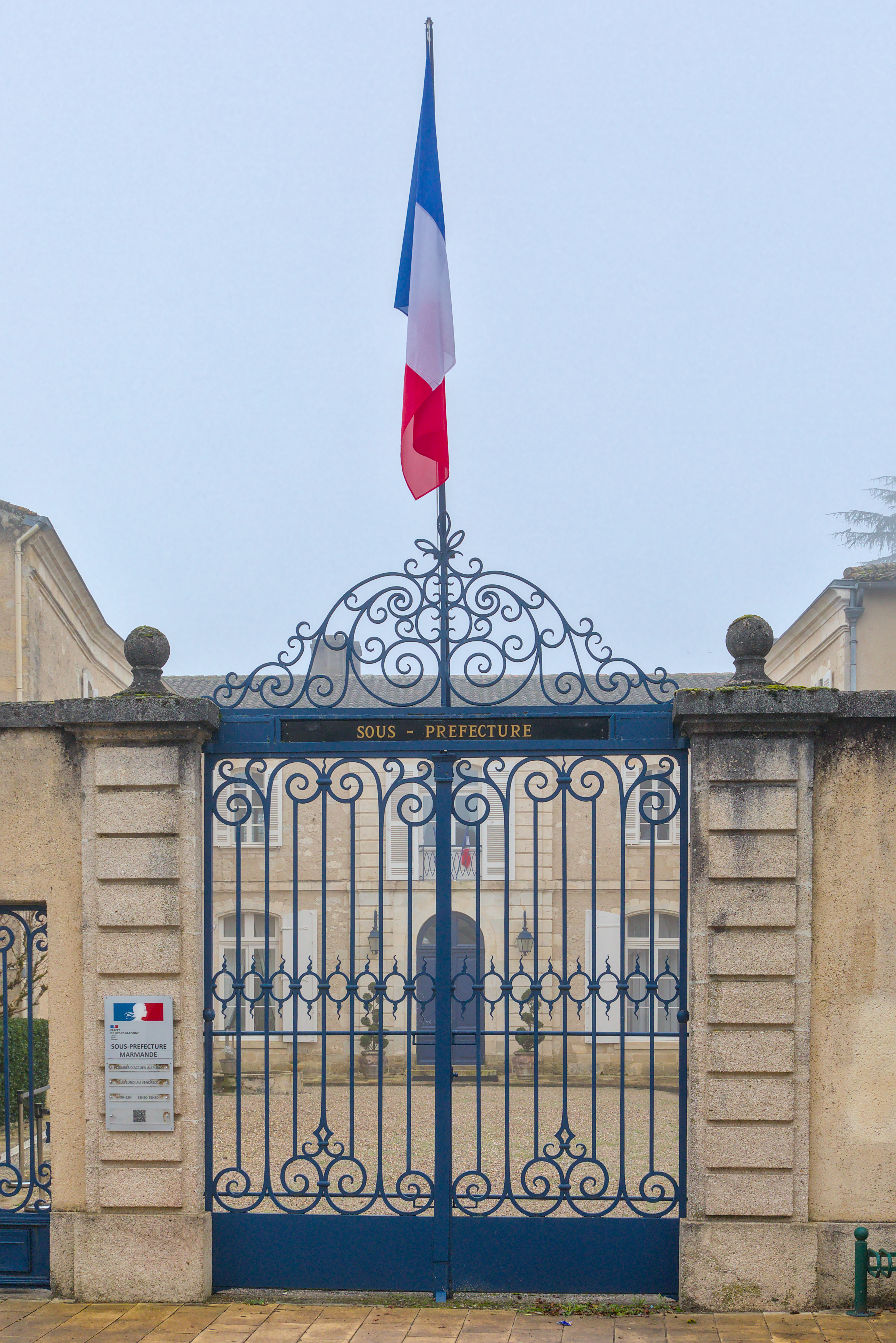
Sous-préfecture
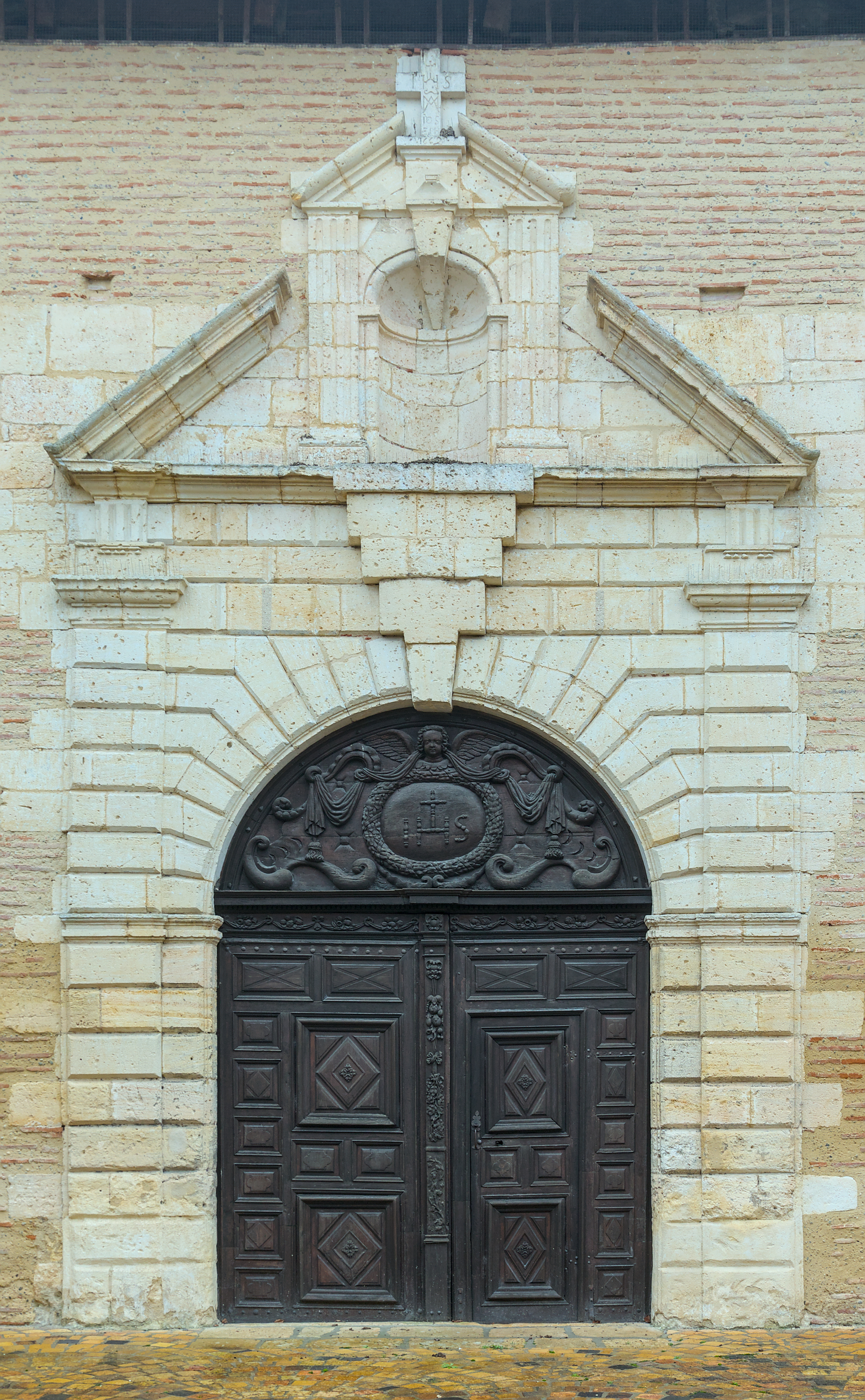
Portail de la chapelle Saint-Benoît.
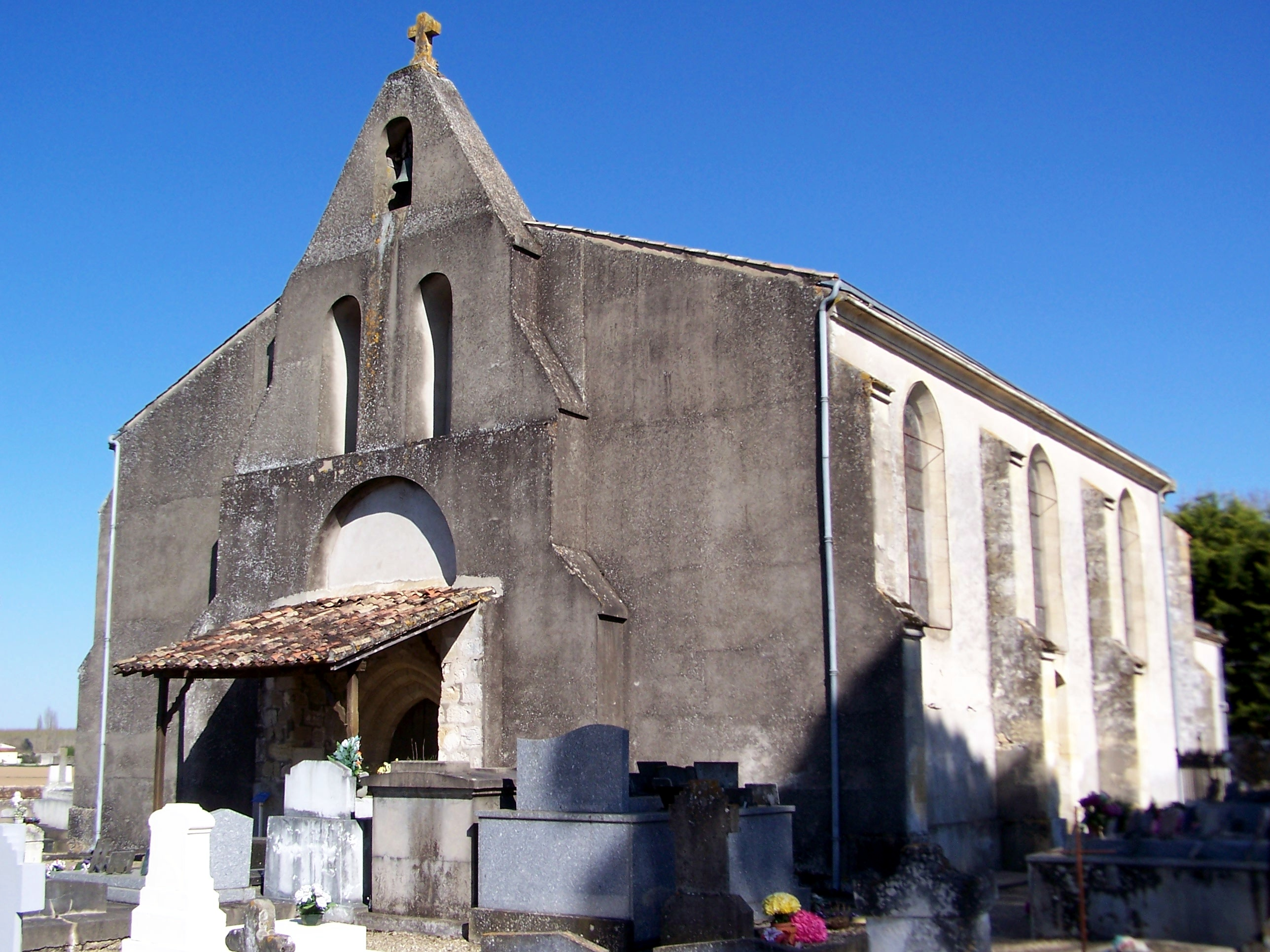
L'église Saint-Vincent de Coussan.
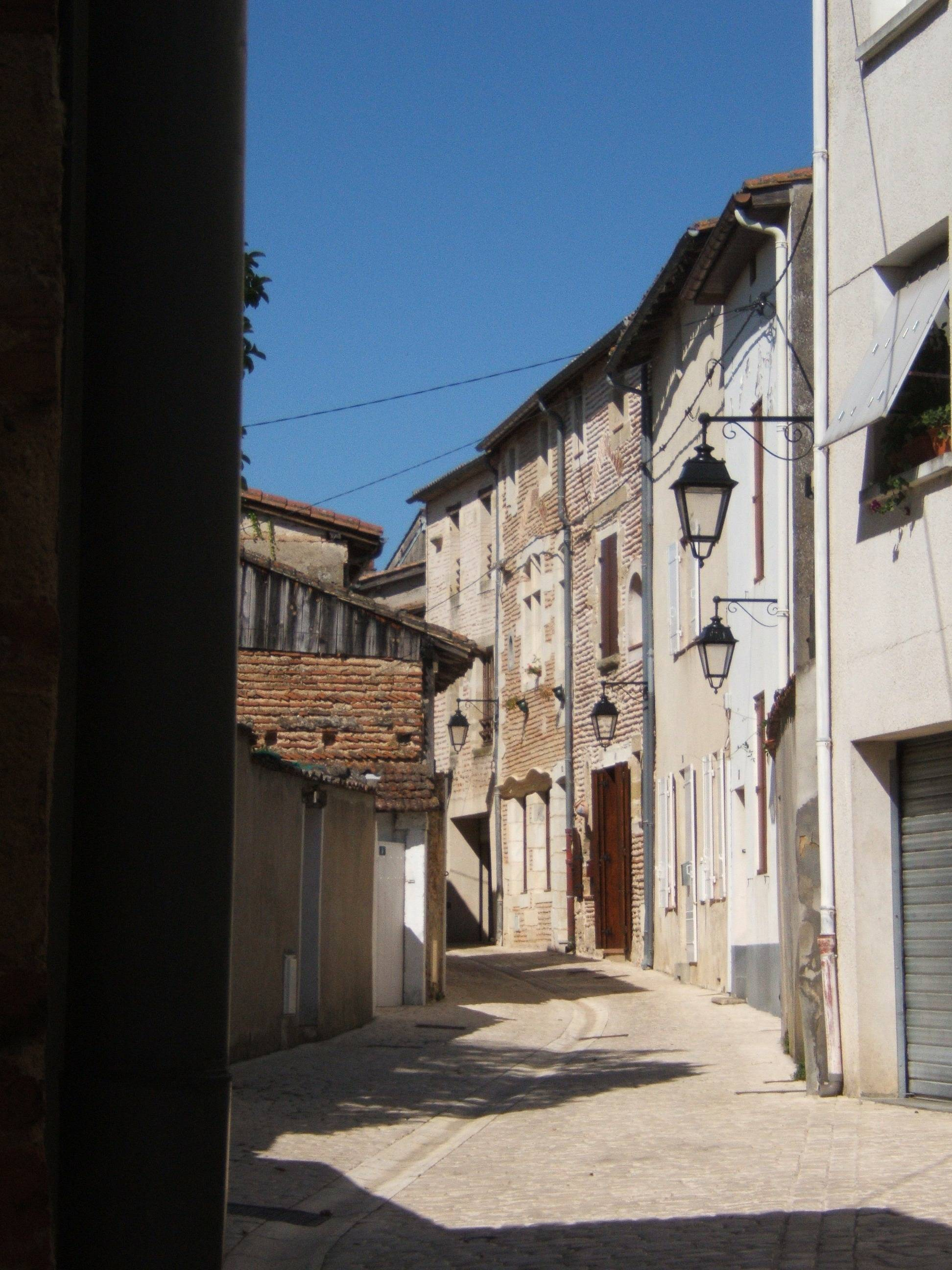
Une rue du centre historique.
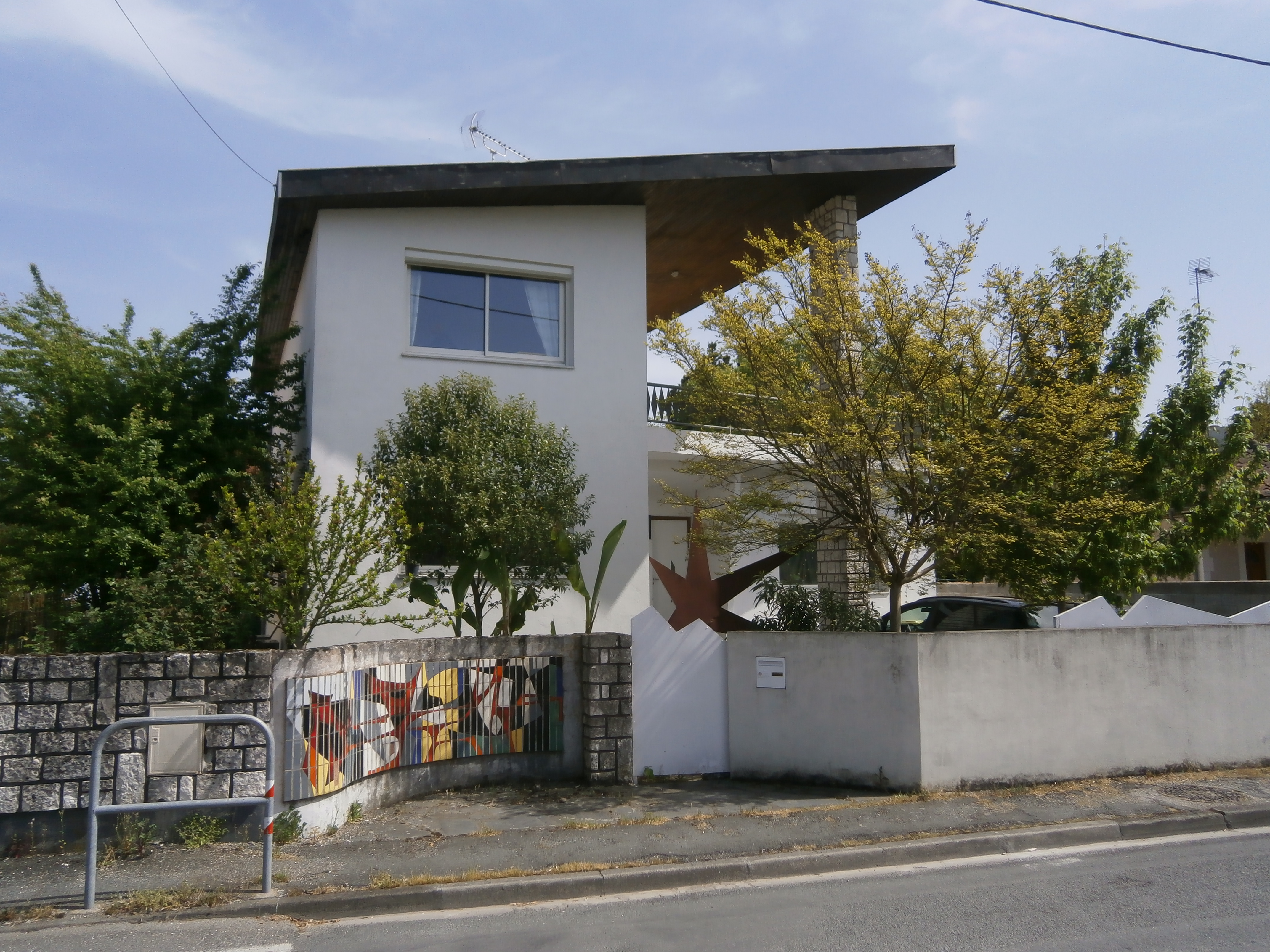
Maison d'architecture moderniste années 1950.
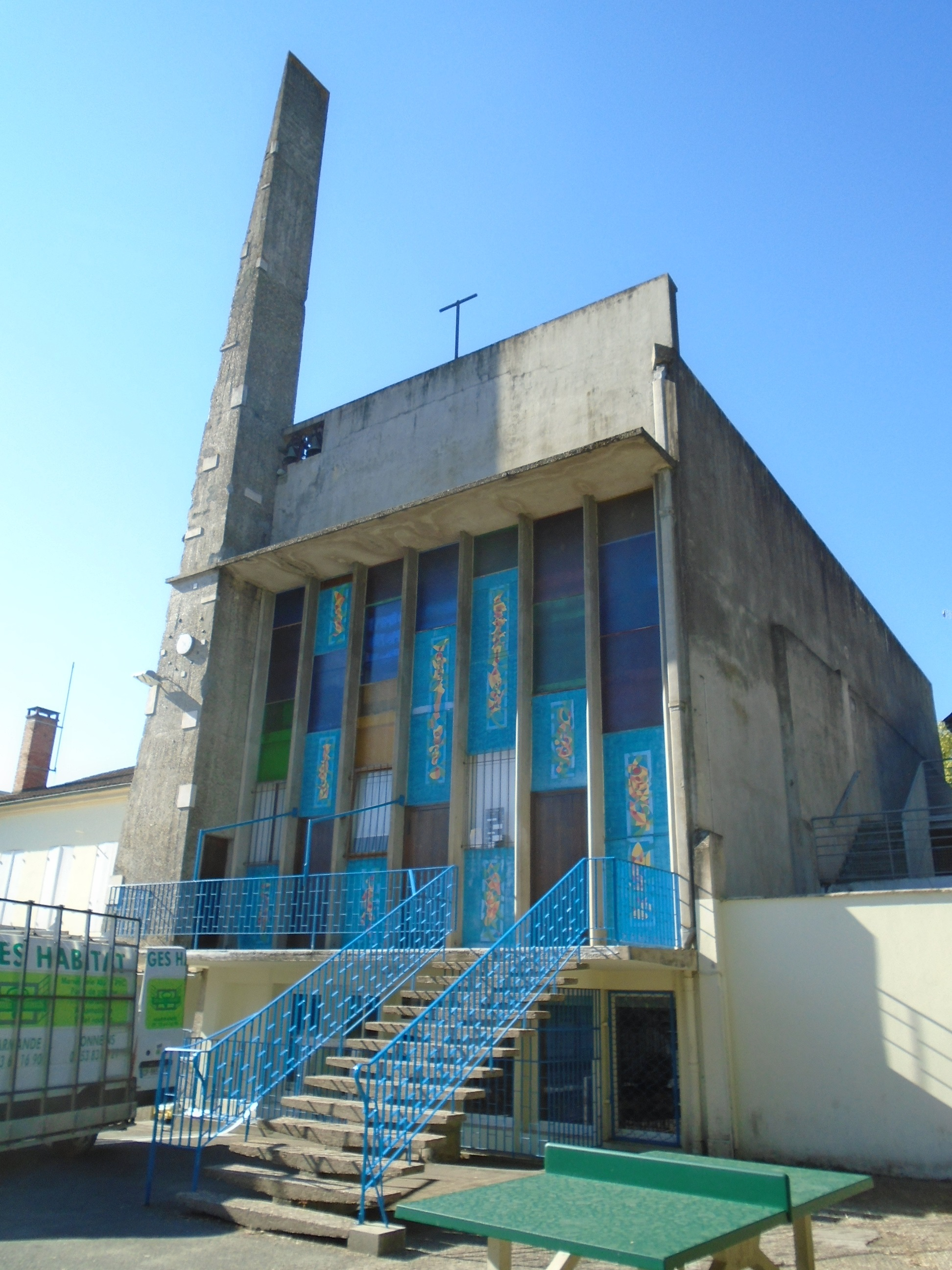
La chapelle de style moderniste du collège mixte Notre-Dame de-la-Salle.
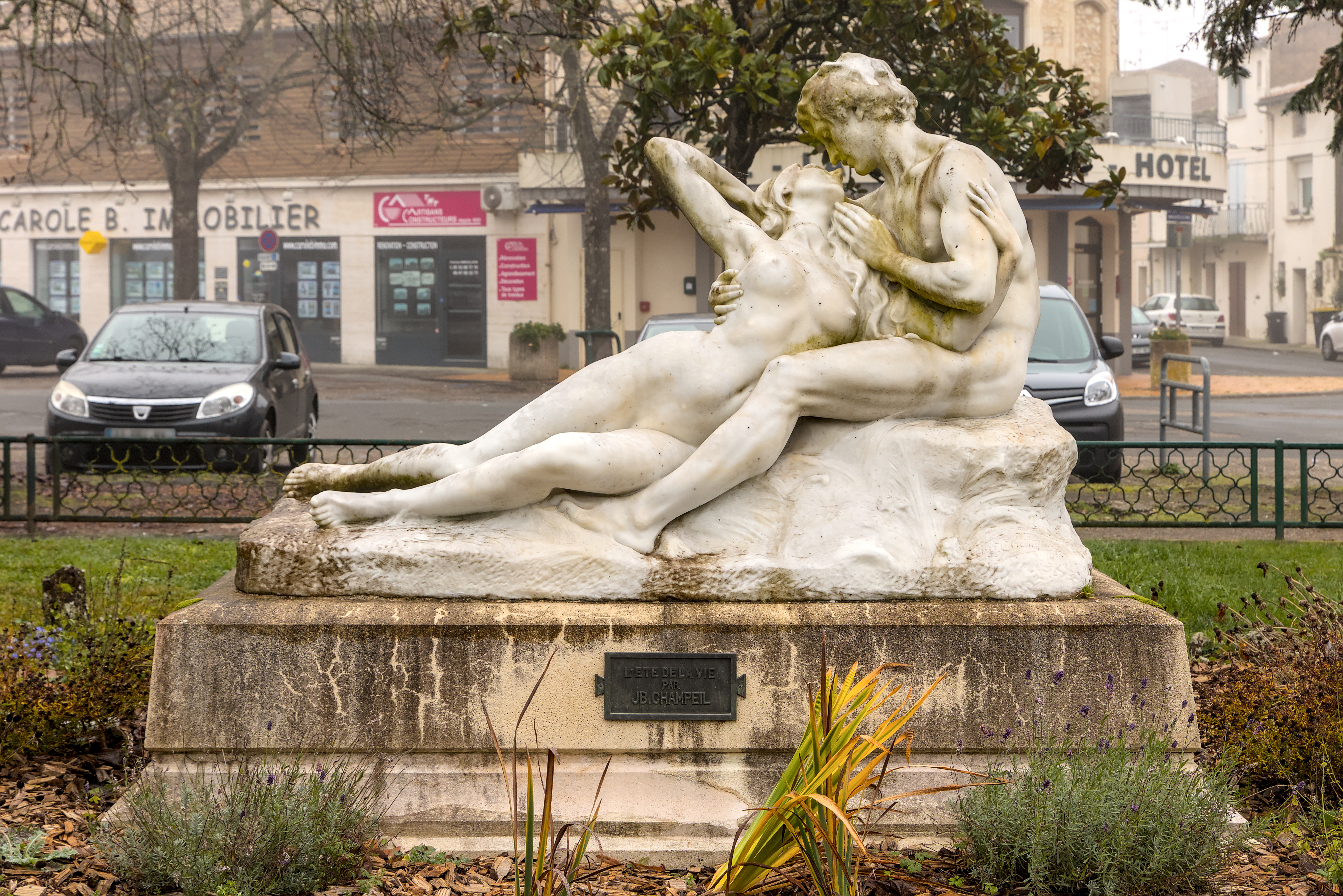
L'Été de la Vie, par Jean-Baptiste Champeil.

### Personnalités liées à la commune
Par ordre alphabétique :
- Jean Baylac (1898-1961), ancien chef d'un réseau local de résistance, adjoint au maire de Marmande, député poujadiste en 1956, mort à Marmande.
- Jean Romain Conilh de Beyssac (1749-1820), général des armées de la République, né à Marmande, décédé à Bordeaux.
- Paul Boisset (1917-2006), prêtre, poète, né à Marmande.
- Paul Bourrillon (1877-1942), cycliste, né et mort à Marmande.
- Abel-Dominique Boyé (1864-1934), peintre français, né à Marmande.
- Nicolas Florian (1969-2025), né à Marmande, maire de Bordeaux de 2019 a 2020.
- Jean-Jules Brun (1849-1911), né à Marmande, ministre de la Guerre sous la IIIe République, du 24 juillet 1909 au 27 février 1911 (gouvernement d'Aristide Briand).
- François Combefis (1605-1679), dominicain né à Marmande.
- Jean-Paul Cousin, né à Marmande en 1942, graphiste.
- Jean-Jacques Crenca, né à Marmande en 1969, joueur de rugby à XV.
- Pierre Deluns-Montaud (1845-1907), né à Allemans-du-Dropt, député dans la circonscription de Marmande (1879-1898).
- Tristan Derème (1899-1941), poète né à Marmande.
- Jean-Claude Dubreuil, né en 1938, romancier, installé à Marmande pour sa retraite[52].
- Pierre Georges Duport (1864-1939), général de division durant de la Première Guerre mondiale et haut-commissaire intérimaire de la France en Syrie et au Liban, enterré au cimetière Granon.
- Gaston Dupouy (1900-1985), physicien né à Marmande, médaille d'or du CNRS en 1957.
- Christophe Duthuron, né à Marmande en 1973, comédien, auteur, metteur en scène et réalisateur français.
- Léopold Faye (1828-1900), né à Marmande, a été maire de Marmande, puis a exercé des fonctions nationales : ministre de l’Instruction publique, des Cultes et des Beaux-Arts (12 décembre 1887–3 avril 1888), puis ministre de l'Agriculture en 1889.
- Pierrick Fédrigo, né à Marmande le 30 novembre 1978, cycliste.
- Matthias Fekl, né en 1977, député de la 2e circonscription de Lot-et-Garonne, adjoint au maire de Marmande, vice-président du conseil régional d'Aquitaine, conseiller spécial du président du Sénat Jean-Pierre Bel, secrétaire d'État chargé du Commerce extérieur et ministre de l'Intérieur en 2017 dans le gouvernement Bernard Cazeneuve.
- Jean-Pierre Fourcade, né à Marmande le 18 octobre 1929 ; ministre de l'Économie et des Finances de 1974 à 1976 (Premier ministre : Jacques Chirac) où il donna son nom au "plan Fourcade" ; ministre de l'Équipement en 1976/1977 (Premier ministre : Raymond Barre); maire de Boulogne-Billancourt (1995-2007) et sénateur des Hauts-de-Seine depuis 1977.
- Romain Guillemois, né à Marmande en 1991, cycliste.
- Renaud Jean (1887-1961), né à Marmande, fut le leader du syndicalisme paysan en France dans l'Entre-deux-guerres et fut le premier député communiste paysan de France, en 1920, dans la circonscription de Marmande. Il fut réélu par la suite.
- Fred Personne (1932-2014) acteur de théâtre et de cinéma. Né à Auchel dans le Pas-de-Calais, il vécut les derniers mois de sa vie  dans sa maison de Marmande où il mourut.
- Philippe Petit, né à Marmande le 23 novembre 1954, musicien-guitariste de jazz, auteur-compositeur.
- Laurent Queyssi, né à Marmande en 1975, auteur, scénariste et traducteur.
- Hubert Ruffe (1899-1995), né à Penne-d'Agenais, engagé dès les années 1920 dans la défense des paysans, fut élu député communiste de la circonscription de Marmande en 1946 et fut réélu à ce poste à sept reprises, entre 1946 et 1981. Il apparaît en 1974 dans le film de Jean-Daniel Simon Il pleut toujours où c'est mouillé, où il joue son propre rôle et décrit les difficultés du monde paysan dans cette période.
- Léon Sir (1855 -1927) et son fils Léo Sir (1883 -1915), luthiers établis à Marmande, inventeurs de nouveaux instruments à archets complémentaires de la famille traditionnelle des cordes, et dont le travail fut concrétisé par la création du "Dixtuor à cordes Léo Sir", orchestre expérimental actif à Paris au lendemain de la Première Guerre.
- Francesca Solleville, née en 1932, chanteuse française, petite-fille du socialiste italien Luigi Campolonghi, ayant vécu à Marmande une partie de son enfance. Elle a écrit en 1990 une chanson appelée Marmande dans son album Je suis ainsi.
- Victor-Auguste Thouéry (1884-1967), pionnier de l'aviation et disciple de Louis Blériot, qui s'envolait depuis l'aérodrome de Marmande.
- Jean-Pierre de Vincenzi, né à Marmande le 27 mars 1957, entraîneur de basket-ball, entraîneur de l'équipe de France de basket-ball vice-championne olympique aux Jeux de Sydney (2000), directeur technique national et directeur général de la Fédération française de basket-ball, directeur général de l'Institut National du Sport, de l'Expertise et de la Performance (INSEP), Inspecteur Général de la Jeunesse et des Sports

### Héraldique
| Blason de Marmande | Blason  | De gueules aux quatre tours d'argent, maçonnées de sable, posées en croix et confrontées par leurs pieds, entre lesquels est posée une croix potencée aussi d'argent, au chef d'azur chargé de trois fleurs de lys d'or.       |
| Blason de Marmande | Détails | Les quatre tours du blason correspondent aux quatre premières portes de la ville. Le chef de France a été ajouté en 1414 par Charles VI grâce à la fidélité de la ville. Officiel, présent sur le site internet de la commune. |

Devise : Sigillum concilii de marmanda (Sceau du conseil de Marmande)